# 国鉄8620形蒸気機関車

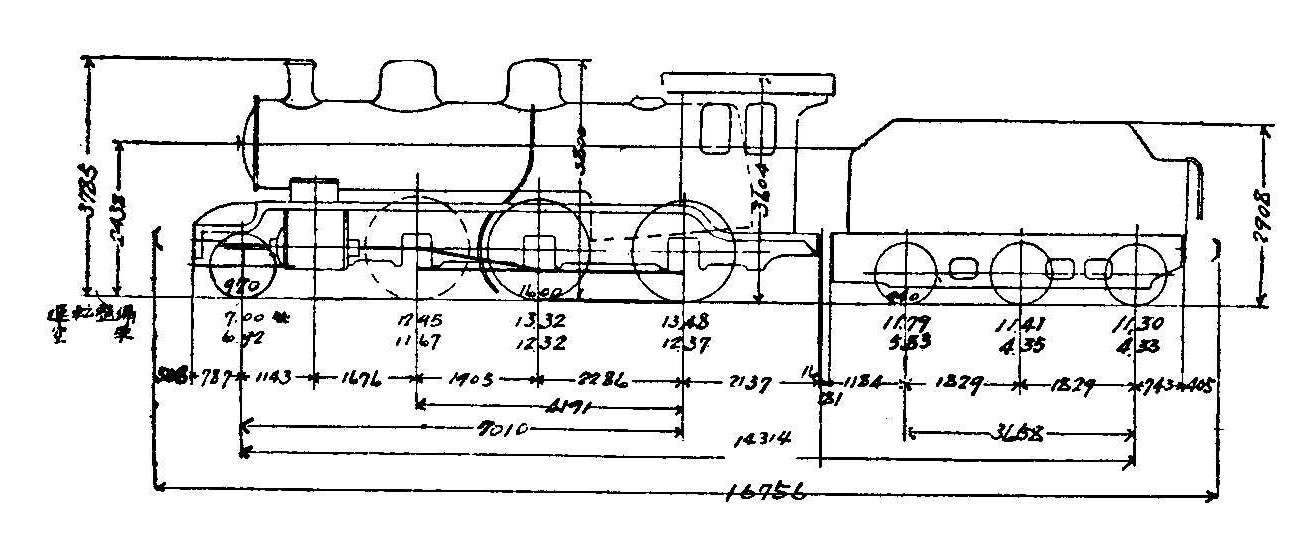
8620形の形式図、ねじ式連結器付、石炭搭載量6 tの455 ft^{3}形炭水車付の機体

8620形は、日本国有鉄道（国鉄）の前身である鉄道院が導入した、旅客列車牽引用テンダー式蒸気機関車である。

## 導入の経緯
明治末期の1911-13年に急行列車牽引用の大型旅客列車用機としてイギリス・アメリカ・プロイセン（当時）の各国から、車軸配置2Cの8700形・8800形・8850形および、2C1の8900形が輸入され、1912年6月にはこれらを使用して新橋 - 下関間に特別急行が運行されるようになった。一方、当時の運輸状況ではこれらより若干小型で急行列車も牽引可能な旅客用機の需用が多かったため、九州・関西・東北・奥羽の各線でも使用できる機体として、8800形などを参考に日本の蒸気機関車国産化技術の確立を目的として本項で記述する8620形が導入された。汎用性を重視して、将来輸送量が増加した際には地方線区に転用することを考慮して設計された。
ボイラーは、ベースとなった8800形などでは80.5 km/h（50 mph）での連続走行に対応した連続蒸発量を確保できる大型のものを搭載していたが、本形式の運行が想定された二級幹線の急行列車は連続走行速度64.4 - 72.4 km/h（40 - 45 mph）であり、ボイラー容量は8800形などにおける連続蒸気発生量の8割程度のもので十分とされたため、8800形などより二回り小型のボイラーを搭載することとした。
一方、走行装置は動輪直径を8800形と同じ1600 mm、シリンダー直径も同形式と同じ470 mmとして急行旅客用に使用できるようにしている。また、十分な粘着重量を確保するとともに、線形が悪く勾配も多い二級幹線での運用に対応するため動軸を3軸とした一方で、当時の旅客用機は先台車を軌道に対する追従性を考慮して2軸ボギー式とすることが通例となっていたため、ボイラーの小型化による重量減への対応として本形式では車軸配置2Cの8800形から先輪を1軸少なくして車軸配置を1Cとしながら、1軸の先輪と第1動輪とを特殊な台車に装備して2軸先台車と同様の作用をさせていることが特徴となっている。
大正期における機関車の設計は、主要寸法を定める概要設計は鉄道院・鉄道省で行われ、詳細設計は鉄道省で実施する場合とメーカーで実施する場合の両方があった。例えば6700形やC51形は鉄道院・鉄道省で、9580形や9600形はメーカーで詳細設計を行っている。一方で本形式はD50形などとともに一部を鉄道省、一部メーカーで行う方式としており、鉄道省の津田鋳雄、汽車製造会社の池村富三郎が詳細設計を担当した。
また、製造は当初1913-19年度発注分は汽車製造会社が担当しており（一方で9600形は1917年度に汽車製造会社に発注されるまでは川崎造船所のみが製造している）、その後1920年度発注分から日立製作所と川崎造船所が、1921年度発注分から日本車輌製造が、1924年度発注分から三菱造船がそれぞれ製造に参加して1925年度までに計670両、間をあけて1928年度に2両が発注されている。なお、このうちの日立製作所笠戸工場と三菱造船神戸造船所は第一次世界大戦終戦に伴う造船不況を契機に新たに機関車の製造に参入したものであり、日立製作所笠戸工場は当初鉄道省からの機関車の発注を得られなかったため、8620形を自主製造して製造能力を示してその後の受注につなげており、神戸造船所は三菱鉱業美唄鉄道の2-4号機の製造実績があり、空気ブレーキ装置の製造所でもあったため受注を得ることとなっている。

## 概要

### ボイラー
ボイラーはベースとなった8800形のものより二回りほど小さいもので、火格子面積は12.5%縮小した1.63 m2（17.5 m2）、内径は76 mm（3 in）小さい1245 mm（4ft 1 in）、煙管長は610 mm（2 ft）短い3692 mm（13 ft）となっており、全伝熱面積116.3 m3、過熱面積27.6 m2、使用圧力は8800形と同一の12.7kgf/cm2（180 lbf/in2）である。また、ボイラー中心高は8850形と同一の2438 mm（8 ft）で、機関車重心高さは8850形の1521 mmや9600形の1532 mmを超える1557 mmであるほか、煙突中心がシリンダー中心より168 mm（72-5/8 in）前方にずれている 。
本形式の火室の火格子面積/火室容積比は、石炭中の炭素および揮発性成分の両方が十分に燃焼されるため適切とされる1.6 - 2.0の範囲内の1.66となっているが、鉄道省（国鉄）の国産過熱式蒸気機関車で火格子面積/火室容積比がこの範囲の火室を有するのは本形式のほか、C50形（1.65）、D52形（燃焼室甲で1.81、燃焼室乙では1.79）および同形式のボイラーを使用するD62形、C62形のみで、その他の機体は適切値を下回っている。
また、本形式は8800形などに引き続きシュミット式の過熱器を装備しているが、過熱蒸気の温度確保のため全伝熱面積に占める過熱面積の割合を9600形などまでの機関車より大きくしたことが特徴となっている。シュミット式過熱器の開発元であるプロイセンのシュミット過熱蒸気会社では、適切な温度の過熱蒸気を得るために大煙管外径、小煙管外径、過熱管外径の組み合わせごとに、小煙管と大煙管の本数の推奨比を定めており、本形式の場合では7.54であった。8800形および8850形では推奨値5.28のところ、実機はそれぞれ6.43、6.29と大煙管の本数が若干少ない程度であったが、過熱蒸気の温度が通常では300 °Cを超えることができず、当初この原因について、狭火室で内火室が細長いため火室における伝熱が大きく、過熱管における伝熱がその分小さいためと考えられていた。しかし、広火室で小煙管本数/大煙管本数比もシュミット社の推奨値を超えていた9600形、4110 形でも300 °C以上の蒸気を得ることができなかった。そこで本形式では大煙管をシュミット社推奨の14本から18本、煙管本数/大煙管本数比をシュミット社推奨値の7.54から5.06と過熱面積を拡大して、300 °Cを超える過熱蒸気を得ることができるようになり、1915年の試運転では340 °Cに達した。本形式の実績を受けて、鉄道省では過熱面積/全蒸発面積比を重視、本形式の0.310を参考に、約0.3程度を目指す事としてボイラー設計を行い、例えば9600形も9658号機以降は大煙管本数を増やすことでこの値を0.264としている。
1914年度発注の8644号機以降（8672号機以降とする文献もある。）は煙室の通風改良のための設計変更が実施され、排気ノズルの先端が368 mm（14-1/2 in）を下げるとともに煙突内径を51 mm（2 in）拡大して先端部の内径が406 mm（16 in）から457 mm（18 in）と太くなっており（9600形でも1914年発注の9652号機項に同様の設計変更が実施されている。）、これはプロイセン王国のG・シュトラールの理論に基づき6700形で施行した結果が良好であったため、採用が拡大されたものである。また、当初は煙室内の過熱装置前部に過熱機ダンパーを装備して惰行中における過熱管の過熱や力行中における過熱蒸気の温度過上昇を防止していたが、前述のとおり過熱温度が300 °Cを超える程度であったため、1922年頃の製造分よりこれを廃止している。

### 走行装置
車軸配置は1C（日本国鉄式）、2-6-0（ホワイト式）もしくは通称モーガルと呼ばれる配列で、当時の旅客用機関車で一般的であった2軸ボギー式台車を本形式では先輪と第1動輪を一体化した「省式心向キ台車」に置換えて曲線通過性能を良くしており、その最小半径は80 mで、後年のローカル線用タンク式蒸気機関車であるC12形と同等である。また、走行装置の基本的な寸法は8800形をベースとしており、動輪直径、動輪軸間距離、シリンダー径×行程、ピストン弁径、シリンダー中心 - ピストン弁中心間距離、左右シリンダー中心間距離が同一となっている。このため、シリンダー引張力（シリンダー平均有効圧をボイラー圧力の85 %とした場合の引張力）も同一の91.2 kNであるが、ボイラーは小型化となった一方で先輪が1軸少なくなったため、動輪上重量が39.76 t（1931年形式図で41.46tに修正）と8800形の36.77 tを上回り、粘着牽引力（動輪周上重量に粘着係数（鉄道省では0.25に設定）を乗じた数値）は101.6 kNとなっている。
この結果、動輪周上重量とシリンダー引張力の比率である粘着率が4.5となり、これは後継のC50形は4.3 - 4.5と同等であるが、8620および9600の代替機のC58形の3.2 - 3.3や勾配線区用の4110形の4.3を上回っている。動輪の粘着力がシリンダー引張力を大きく上回るため、「絶対に空転しない機関車」ともいわれており、空転に苦慮していた乗務員からの信頼が厚く、本来の旅客用高速機という用途から外された後は勾配のあるローカル線での仕業や、入換仕業で力を発揮した。が、現役時代には引き出し時や坂道で空転を繰り返しながら走行する様がたびたび目撃されている。ただし、これはシリンダ力が小さいことの表れでもあり、勾配線ではシリンダ力の不足により空転も起こさずに自然停車する様な状態だった。後継のC58は低下した粘着係数を撒砂などで補い、シリンダ力を強く持たせ勾配で止まらない設計となっている。
そのため、勾配や曲線、トンネルなどが連続している難所では性能が足りず苦闘する一幕もあり、こうした線区ではパワーに勝るC58が乗員と乗客の双方から歓迎された。終戦直後の混乱期には老朽化と戦中の酷使が深刻化した4110形の補充として、米沢機関区から1両の8620形と9600形が試用されたが、勾配区間(33.3パーミル)では空転が多く、4110形が最も安定していた。
台枠は板台枠で、25 mm（1 in）厚鋼板製のフレームを機関車先端部 - 第1動輪部分間は857 mm（33-3/4 in）間隔、第2動輪部分 - 機関車後端部までは908 mm（35-3/4 in）間隔で左右に配置して、これを鋼板と山形鋼を組立てた前端梁、後端梁、デッキプレートなどや鋳鋼製のボイラー台などで箱型に組立てて、そこに鋼板と山形鋼を組立てた歩み板や、鋳鋼製のシリンダーブロック、軸箱守、加減リンク受、逆転軸受、釣合梁受などを取付けたもので、第1動輪が横動するためにこの部分より前部が51 mm（2 in）狭くなっていることが特徴である。
先台車は、現在のドイツ、オーストリアとイタリアに例があった、クラウス・ヘルムホルツ式、ツァラ式に着想を得て島安次郎が考案して主要部分の設計を行い、詳細設計を汽車会社で実施したもので、当初「島式」、後に「省形心向キ台車」と呼ばれた。構造は先台車の軸箱の左右と、第1動輪の中間軸箱の前部中央に設けられたピボットの間を山形鋼2本で三角形に結んで台車枠を構成し、この台車枠中央部とシリンダーブロック後部の間にコイルばねを内蔵した復元ばね箱を設置し、動軸の中間軸箱と復元ばね箱の間に復元心向棒を渡したものとなっており、復元ばね箱を仮想的なピボットとして、中間軸箱部を支点とする先輪の転向と第1動輪の32 mm（1-1/4 in）の左右動および、復元ばね箱自体の左右動を合わせて2軸ボギー台車と類似の動作をするものとなっている。また、1916年度発注の18628号機以降は先輪の軸箱上部にリンク式の復元装置を設けて半径122 m（400 ft）の曲線上での復元力を0.84 tから約2.2 tに強化するとともに、軸ばねからの荷重を先輪軸箱の左右に直接掛けていたものを釣合梁と釣リンクを介して軸箱上部中央の1点に掛ける方式に変更しており、従来の機体も同様の方式に改造をしている。このほか、先輪径は当初直径970 mm（38 in）のものを使用していたが、その後C51形と共通の940 mmのものに変更されており、先台車軸箱もこれに対応した2種が用意されている。
この先台車は設計側では構造が簡単で曲線通過性能も良いとされた一方で検修側の評判は必ずしも良くなかったとされ、東京鉄道局の実績では、第1動輪のタイヤフランジの10000 kmあたりの平均摩耗量が、本形式の後継で車軸配置が同じ1CのC50形は0.49 mmであったのに対し本形式は1.22 mmと約2.5倍であったほか、この方式は先輪フランジの偏摩耗が生じることがあり、本形式以外での採用例はない。

### ブレーキ装置
ブレーキ装置は当初自動真空ブレーキ、手ブレーキを装備しており、運転室下部にブレーキ用のピストン2基を搭載し、基礎ブレーキ装置は動輪3軸に作用する片押式の踏面ブレーキとなっている。また、制輪子は制輪子吊に直接取付けられる甲種のうち、甲-9号を使用する。
1919年に鉄道省は全車両に空気ブレーキを採用することを決定し、1921年から1931年上半期にかけて全車両が空気ブレーキ化されており、本形式も1923年度発注の68661号機以降は空気ブレーキを装備して製造された一方でそれまでの機体も順次真空ブレーキから空気ブレーキに改造されている。蒸気機関車用の空気ブレーキはアメリカのウェスティングハウス・エア・ブレーキが開発したET6を採用しており、この方式はH6自動ブレーキ弁、S6単独ブレーキ弁、6番分配弁、C6減圧弁、B6給気弁などで構成されるもので、その特徴は以下のとおりとなっている。
- 構造が簡単で取付および保守が容易。
- 非常ブレーキが使用可能。
- ブレーキ弁に連動して元空気ダメ圧力を2段階に設定可能。
- 後部補助機関車もしくは無火回送時においても客車・貨車と同様にブレーキが作用する。

### 連結器
連結器は当初、基本的にはねじ式連結器を装備していたが、北海道においては、道内最初の鉄道である官営幌内鉄道が1形（後の鉄道院7100形）に当初より並形自動連結器を使用して以降これを標準としていたため、本形式も1917年に最初に北海道に配置された18649号機以降がこれを装備していた。なお、設置高さが後の鉄道省の自動連結器より低い660 mmであった。
1919年に鉄道省は全車両のねじ式連結器を交換する方針を決定し、まず、北海道内の車両の連結器高さを878 mmに変更することとして、1924年8月13-17日に一斉に工事を実施している。続いて北海道以外の車両については、九州以外は1925年7月16-17 日に 、九州は7月19-20 日に一斉にねじ式連結器から自動連結器への交換を実施している。本形式においてもこれに伴って連結器の交換を実施しているほか、1925年発注の78694号機以降は自動連結器を装備して製造された。なお、当初は解放テコが連結器右側のみに設けられるものであったが、1930年頃より両側から解放操作が可能なものに改造されている。

### その他
外観は6700形以降D50形までの明治末期から大正期にかけての鉄道院・鉄道省の国産蒸気機関車の標準的なデザインとなっており、化粧煙突、前部デッキから歩み板にかけての乙形の形状が特徴であったほか、運転室側面裾部は8620 - 8643号機が8800・8850形や9600形9617形までなどと同様のS字形、8644号機以降が8700形や9600形9618号機以降と同じ乙形の形状となっている。また、空気ブレーキ装置を装備した1923年発注の68661号機以降は歩み板の後半部が一段高くなって運転室側面下部の乙字形につながる形状となっており、運転室裾部を炭水車台枠上部に揃えたものとなっている。
砂撒き装置は当初は重力式のもので第2動輪の前側に撒砂される方式であったが、空気ブレーキ装備後の1924年発注の78670号機から空気式となり、第1動輪前方と第2動輪後方に撒砂される方式となり、以前の機体も空気式に改造されている。
8620 - 8643号機の炭水車は、石炭搭載量は3.05 tで炭庫上部が外側に若干開いた形状の2670英ガロン（12.14 m3）形、8644号機以降は9600形9618号機以降のものと同一形式で石炭搭載量は3.30 t、炭庫上部が垂直の形状となった455 ft3（12.88 m3）形となっており、さらに18688号機以降は9600形49602号機以降と同じく、形式は455 ft3形のまま炭庫を上部に拡大して石炭搭載量を6 tとしたタイプとなっている。

### 改造
本形式の複式のピストン弁は単式のものよりも平均有効圧が高いため採用されたものであったが、後に蒸気漏れが大きいことから単式が一般的となり、同じく複式であった9600形、D50形、C51形などとともに単式への改造が1930年代から第二次世界大戦後にかけて実施されている。
当初は灯火類にランプを使用していたが、後のC51形やD50形が1927年度発注分より電気照明となり、本形式もその後ボイラー上部に発電機を搭載して前灯、標識灯、運転室内灯、計器灯などが電灯化されている。しかし電灯もランプである。
除煙板は1927年頃より各鉄道局で試験されていた除煙装置の一つで、1932年製のC54形から制式化されており、本形式においてもこの頃より一部の機体に追加装備されている。また、後年には小倉工場式切取り除煙板（通称門鉄デフ）を装備した機体もある。
前述の8620...68660号機の空気ブレーキ化改造においては、当初より空気ブレーキ装置を搭載していた68661号機以降と同様に歩み板を2段としてその下部に元空気溜を吊下げる方式と、段差無しの歩み板のままその上部に元空気溜を置く方式の2つの方式が採られている。一方、1927年頃より運転室の床を2段から1段に変更する改造が実施されているが、この際に運転室側面の裾部を従来通り炭水車台枠上部と合わせた低い位置のままとした機体と、運転室床面と合わせた高い位置まで上げて裾部形状をいわゆる”位置の高い浅い乙字形”もしくは”位置の高いS字形”とした機体の2種があり、前者の運転室側面裾部の形状は、歩み板が段差無しの機体は”位置の低い浅い乙字形”もしくは”位置の低いS字形”、2段の機体は”深い乙字形”となっている。
本形式は長年に亘り運用されており、後年の改造は多岐にわたっているが、回転式火粉止や前照灯類の交換といった当時の蒸気機関車における一般的なもののほか、主なものは以下の通り。
- ボイラーへの給水を排気によって加熱する給水加熱器は鉄道省においては1914年から試作・試用が始まった[67]が、本形式においても本省式、ウェアー式、本省細管式、住山式、ウォーシントン式、メカトーフ式が1921年から1925年にかけて計37両に搭載されている[68]。なお、給水加熱器は1923年製のD50形から制式化され[69]、在来の機体に対しては1938年度にかけて9600形の約200両やC51形のほぼ全機など553両に搭載されている[70]が、本形式への搭載例は多くない。
- 1928年にC51形6両に対して煙室を延長してシンダーによる沿線火災防止や旅客サービス向上などを図る改造が実施されている[71]が、類似の煙室延長改造が本形式においても一部の機体 （8657号機[72]、18629号機、28667号機[73]、38690号機[74]、68633号機[73]など）に実施されている。
- 煙突を化粧煙突からパイプ煙突に交換した機体[75]が多いほか、原形のものより長さの長い化粧煙突に交換した機体（18658号機[76]など）もある。
- 一部の機体（48674号機[75]、48676号機[77]、48679号機[66]、68658号機[77]など）は、入換時等の後方視界の確保のため、炭水車をC56形のものと同様の上部の幅を狭い形状に改造している。
- 鷹取機関区東灘支区で神戸港での入換用に使用されていた機体は煙突の前部に警鐘を装備しており（8651号機[78]、18670号機、48667号機[33]、88639号機[33]など）、この鐘は市街地の踏切等において汽笛の代わりに使用されるもので、空気シリンダーとテコによって動作するものであった。
- 一部の機体（48667号機[33]、48633号機[79]、78657号機[80]、48676号機[81]など）動輪をスポーク輪心からボックス輪心のものに交換している。

なお様々な改造が実装されたことで各動輪の軸重が変化している。当初は最大軸重は第3動輪の13.48tであったが、改造により第2動輪の14.35tが最大となった。のちに第2動輪は最大14.4tとなり最小軸重である第1動輪の13.3tと1t以上の差がある、他形式でも殆ど例のない軸重バランスの悪い形式となったばかりか、丙線規格の軸重も超過している。

### 付番法
8620形の製造順と番号の対応は、1番目が8620、2番目が8621、3番目が8622、…、80番目が8699となるが、81番目を8700とすると既にあった8700形と重複するので、81番目は万位に1をつけて18620とした。その後も同様で、下2桁を20から始め、99に達すると次は万位の数字を1繰り上げて再び下2桁を20から始め…という八十進法になっている。したがって、80番目ごとに万位の数字が繰り上がり、160番目が18699、161番目が28620、…となっており、番号と製造順は万の位の数字×80+（下2桁の数字-20）+1=製造順という関係となる。
例えば58654であれば万の位の数字が5、下2桁が54となるので、製造順は5×80+ (54-20) +1=435両目となる。

## 製造
鉄道省で672両を導入したほか、樺太庁鉄道向けに15両、台湾総督府鉄道向けに43両、地方鉄道（北海道拓殖鉄道）向けに2両の同形機が製造されている。

### 鉄道省
鉄道省では大正時代の標準形として1914年から1929年の間に672両（8620 ... 88651号機）を導入した。半数以上が汽車製造会社製造。のちに川崎造船所、日本車輌製造、日立製作所、三菱造船所も製造した。樺太庁鉄道の15両は、1943年の南樺太の内地編入に伴い鉄道省保有となり、88652 - 88666号機となっている。樺太向けの15両を鉄道省としての製造両数に含め、製造両数を687両と記載している文献もある。
竣工年度ごとの番号、製造所、製番、両数は下表のとおり。
| 8620形製造一覧 （上段：番号 下段()内：メーカー製造番号） | 8620形製造一覧 （上段：番号 下段()内：メーカー製造番号） | 8620形製造一覧 （上段：番号 下段()内：メーカー製造番号） | 8620形製造一覧 （上段：番号 下段()内：メーカー製造番号）          | 8620形製造一覧 （上段：番号 下段()内：メーカー製造番号）           | 8620形製造一覧 （上段：番号 下段()内：メーカー製造番号） | 8620形製造一覧 （上段：番号 下段()内：メーカー製造番号） | 8620形製造一覧 （上段：番号 下段()内：メーカー製造番号） |
| 年度                                                     | 汽車製造                                                 | 日立製作所                                               | 川崎造船所                                                        | 日本車輌                                                           | 三菱造船所                                               | 合計                                                     | 合計                                                     |
| 年度                                                     | 汽車製造                                                 | 日立製作所                                               | 川崎造船所                                                        | 日本車輌                                                           | 三菱造船所                                               | 番号                                                     | 両数                                                     |
| -------------------------------------------------------- | -------------------------------------------------------- | -------------------------------------------------------- | ----------------------------------------------------------------- | ------------------------------------------------------------------ | -------------------------------------------------------- | -------------------------------------------------------- | -------------------------------------------------------- |
| 1914年度                                                 | 8620-8672 (119-177)                                      |                                                          |                                                                   |                                                                    |                                                          | 8620-8672                                                | 53両                                                     |
| 1915年度                                                 | 8673-8695 (178-200)                                      |                                                          |                                                                   |                                                                    |                                                          | 8673-8695                                                | 23両                                                     |
| 1916年度                                                 | 8696-8699 18620-18652 (201-237)                          |                                                          |                                                                   |                                                                    |                                                          | 8696-8699 18620-18652                                    | 37両                                                     |
| 1917年度                                                 | 18653-18687 (238-279)                                    |                                                          |                                                                   |                                                                    |                                                          | 18653-18687                                              | 35両                                                     |
| 1918年度                                                 | 18688-18699 28620 (317-329)                              |                                                          |                                                                   |                                                                    |                                                          | 18688-18699 28620                                        | 13両                                                     |
| 1919年度                                                 | 28621-28681 (330-356,378-411)                            |                                                          |                                                                   |                                                                    |                                                          | 28621-28681                                              | 61両                                                     |
| 1920年度                                                 | 28682-28699 38600-38648 (412-473)                        | 38649-38660 (1-12)                                       | 38661-38678 (628-645)                                             |                                                                    |                                                          | 28682-28699 38620-38678                                  | 77両                                                     |
| 1921年度                                                 | 48637-48686, 48697-48699 58620-58622 (516-576)           | 48627-48636, 48687-48696 58629-58634 (17-42)             | 38679-38699 48620-48626 (646-673)                                 |                                                                    |                                                          | 38679-38699 48620-48699 58620-58622,58629-58634          | 110両                                                    |
| 1922年度                                                 | 58660-58699 68620-68621 (605-652)                        | 58635-58659 68650-68654 (43-72)                          | 68622-68639 (872-889)                                             | 58623-58628 68640-68649, 68655-68660, (54-59, 65-80)               |                                                          | 58623-58628, 58635-58699 68620-68660                     | 112両                                                    |
| 1923年度                                                 |                                                          | 68661-68670, 68681-68699 (73-90, 98-113)                 |                                                                   | 68671-68680 78620-78623 (87-94, 107-112)                           |                                                          | 68661-68699 78620-78623                                  | 43両                                                     |
| 1924年度                                                 | 78670-78673, 78687-78692 (808-817)                       | 78640-78659 (114-124, 136-144)                           | 78625-78636, 78674-78682 (986-990, 995-999, 1010-1011, 1032-1040) | 78624, 78663-78669 (113,125-130, 132)                              | 78637-78639, 78660-78662 (3-8)                           | 78624-78682, 78687-78692                                 | 65両                                                     |
| 1925年度                                                 | 88620-88626 (859-865)                                    | 78694-78699 88638-88639 (156-160, 174, 187-188)          |                                                                   | 78683-78686,78693 88627-88632 (133-137, 142-143, 146-147, 152-153) | 88633-88637 (11-15)                                      | 78683-78686, 78693-78699 88620-88639                     | 31両                                                     |
| 1926年度                                                 |                                                          | 88640-88649 (189-198)                                    |                                                                   |                                                                    |                                                          | 88640-88649                                              | 10両                                                     |
| 1927年度                                                 |                                                          |                                                          |                                                                   |                                                                    |                                                          |                                                          | 0両                                                      |
| 1928年度                                                 |                                                          |                                                          |                                                                   |                                                                    |                                                          |                                                          | 0両                                                      |
| 1929年度                                                 |                                                          | 88650-88651 (331-332)                                    |                                                                   |                                                                    |                                                          | 88650 - 88651                                            | 2両                                                      |
| 計                                                       | 384両                                                    | 137両                                                    | 85両                                                              | 55両                                                               | 11両                                                     | 8620-88651                                               | 672両                                                    |
| 1. 2. 3. 4.                                              |                                                          |                                                          |                                                                   |                                                                    |                                                          |                                                          |                                                          |

また、発注度ごとの製造所、製造両数は下表のとおり。
| 8620形発注年度別製造両数一覧 | 8620形発注年度別製造両数一覧 | 8620形発注年度別製造両数一覧 | 8620形発注年度別製造両数一覧 | 8620形発注年度別製造両数一覧 | 8620形発注年度別製造両数一覧 | 8620形発注年度別製造両数一覧 |
| 年度                         | 汽車製造                     | 日立製作所                   | 川崎造船所                   | 日本車輌                     | 三菱造船所                   | 合計                         |
| ---------------------------- | ---------------------------- | ---------------------------- | ---------------------------- | ---------------------------- | ---------------------------- | ---------------------------- |
| 1913年度                     | 12両                         |                              |                              |                              |                              | 12両                         |
| 1914年度                     | 40両                         |                              |                              |                              |                              | 40両                         |
| 1915年度                     | 36両                         |                              |                              |                              |                              | 36両                         |
| 1916年度                     | 30両                         |                              |                              |                              |                              | 30両                         |
| 1917年度                     | 30両                         |                              |                              |                              |                              | 30両                         |
| 1918年度                     | 16両                         |                              |                              |                              |                              | 16両                         |
| 1919年度                     | 63両                         |                              |                              |                              |                              | 63両                         |
| 1920年度                     | 42両                         | 12両                         | 46両                         |                              |                              | 100両                        |
| 1921年度                     | 56両                         | 51両                         |                              | 6両                          |                              | 113両                        |
| 1922年度                     | 42両                         | 5両                          | 18両                         | 16両                         |                              | 81両                         |
| 1923年度                     |                              | 29両                         |                              | 15両                         |                              | 44両                         |
| 1924年度                     | 10両                         | 20両                         | 21両                         | 11両                         | 6両                          | 68両                         |
| 1925年度                     | 7両                          | 18両                         |                              | 7両                          | 5両                          | 37両                         |
| 1926年度                     |                              |                              |                              |                              |                              | 0両                          |
| 1927年度                     |                              |                              |                              |                              |                              | 0両                          |
| 1928年度                     |                              | 2両                          |                              |                              |                              | 2両                          |
| 計                           | 384両                        | 137両                        | 85両                         | 55両                         | 11両                         | 672両                        |
| 1. 2.                        |                              |                              |                              |                              |                              |                              |

番号、発注年度ごとの設計変更事項は下表のとおり。
| 8620形番号別設計変更一覧                                                | 8620形番号別設計変更一覧 | 8620形番号別設計変更一覧          | 8620形番号別設計変更一覧            | 8620形番号別設計変更一覧 | 8620形番号別設計変更一覧 | 8620形番号別設計変更一覧 | 8620形番号別設計変更一覧 | 8620形番号別設計変更一覧 | 8620形番号別設計変更一覧 | 8620形番号別設計変更一覧 | 8620形番号別設計変更一覧 |
| 番号                                                                    | 発注年度                 | 運転室形状                        | 煙突・煙室                          | 先台車                   | 過熱器ダンパー           | ブレーキ装置             | 歩み板形状               | 砂撒装置                 | 連結器                   | 炭水車                   | 両数                     |
| ----------------------------------------------------------------------- | ------------------------ | --------------------------------- | ----------------------------------- | ------------------------ | ------------------------ | ------------------------ | ------------------------ | ------------------------ | ------------------------ | ------------------------ | ------------------------ |
| 8620-8643                                                               | 1913年度以降             | 側面裾部形状：S字形 後部妻板：無  | 煙突：内径406 mm 排気ノズル高さ：高 | 先輪軸箱：復元装置無     | 有                       | 真空ブレーキ             | 段差無                   | 重力式                   | ねじ式連結器             | 2670英ガロン形           | 24両                     |
| 8644-8699 18620-18627                                                   | 1914年度以降             | 側面裾部形状：乙字形 後部妻板：有 | 煙突：内径457 mm 排気ノズル高さ：低 | 先輪軸箱：復元装置無     | 有                       | 真空ブレーキ             | 段差無                   | 重力式                   | ねじ式連結器             | 455 ft3形                | 64両                     |
| 18628-18687                                                             | 1916年度以降             | 側面裾部形状：乙字形 後部妻板：有 | 煙突：内径457 mm 排気ノズル高さ：低 | 先輪軸箱：復元装置有     | 有                       | 真空ブレーキ             | 段差無                   | 重力式                   | ねじ式連結器             | 455 ft3形                | 60両                     |
| 18688-18699 28620-28699 38620-38699 48620-48699 58620-58699 68620-68660 | 1918年度以降             | 側面裾部形状：乙字形 後部妻板：有 | 煙突：内径457 mm 排気ノズル高さ：低 | 先輪軸箱：復元装置有     | 無（1922年6月以降）      | 真空ブレーキ             | 段差無                   | 重力式                   | ねじ式連結器             | 455 ft3・石炭6 t形       | 372両                    |
| 68661-68699 78620-78669                                                 | 1923年度以降             | 側面裾部形状：乙字形 後部妻板：有 | 煙突：内径457 mm 排気ノズル高さ：低 | 先輪軸箱：復元装置有     | 無（1922年6月以降）      | 空気ブレーキ             | 2段形                    | 重力式                   | ねじ式連結器             | 455 ft3・石炭6 t形       | 89両                     |
| 78670-78693                                                             | 1924年度以降             | 側面裾部形状：乙字形 後部妻板：有 | 煙突：内径457 mm 排気ノズル高さ：低 | 先輪軸箱：復元装置有     | 無（1922年6月以降）      | 空気ブレーキ             | 2段形                    | 空気式                   | ねじ式連結器             | 455 ft3・石炭6 t形       | 24両                     |
| 78694-78699 88620-88652                                                 | 1925年度以降             | 側面裾部形状：乙字形 後部妻板：有 | 煙突：内径457 mm 排気ノズル高さ：低 | 先輪軸箱：復元装置有     | 無（1922年6月以降）      | 空気ブレーキ             | 2段形                    | 空気式                   | 自動連結器               | 455 ft3・石炭6 t形       | 39両                     |
| 1.                                                                      |                          |                                   |                                     |                          |                          |                          |                          |                          |                          |                          |                          |

### 樺太庁鉄道8620形
樺太庁鉄道の8620形は鉄道省8620形の同形車で、15両 (8620 - 8634号機) が製造されて豊原機関庫、泊居機関庫、真岡機関庫に配置された。8620 - 8623号機の運転室は当初は鉄道省の機体と同様のものであったが、後に運転室後部を炭水車前端部まで延長して幌で接続した耐寒構造の密閉型となり、その後の増備機は当初より耐寒密閉型で製造されているほか、連結器は鉄道省の当初北海道配属となった機体と同じ取付高さの低い自動連結器を装備している一方、ブレーキ装置は真空ブレーキを装備している。1928年および1929年製の11両は、製造当初8万番台の番号 (88620 - 88630) であったが、すぐに既存車の続番に改番された。1943年4月1日の樺太の内地編入による樺太庁鉄道の鉄道省への移管と樺太鉄道局の設置に伴い、これらの機体も鉄道省の8620形に編入されて88652 - 88666号機となった。なお、樺太鉄道局の車両は順次空気ブレーキ化されており、後述する樺太鉄道局へ転属した本形式も空気ブレーキを装備していたが、88652 - 88666号機は1944年1月末時点では全機が真空ブレーキのままであった。
製造年次ごとの番号、製造所、製番、両数は下表のとおり。
| 樺太庁鉄道8620形製造一覧 （上段：番号 下段()内：メーカー製造番号） | 樺太庁鉄道8620形製造一覧 （上段：番号 下段()内：メーカー製造番号） | 樺太庁鉄道8620形製造一覧 （上段：番号 下段()内：メーカー製造番号） | 樺太庁鉄道8620形製造一覧 （上段：番号 下段()内：メーカー製造番号） | 樺太庁鉄道8620形製造一覧 （上段：番号 下段()内：メーカー製造番号） | 樺太庁鉄道8620形製造一覧 （上段：番号 下段()内：メーカー製造番号） | 樺太庁鉄道8620形製造一覧 （上段：番号 下段()内：メーカー製造番号） | 樺太庁鉄道8620形製造一覧 （上段：番号 下段()内：メーカー製造番号） |
| 年                                                                 | 汽車製造                                                           | 日立製作所                                                         | 川崎造船所                                                         | 日本車輌                                                           | 三菱造船所                                                         | 合計                                                               | 合計                                                               |
| 年                                                                 | 汽車製造                                                           | 日立製作所                                                         | 川崎造船所                                                         | 日本車輌                                                           | 三菱造船所                                                         | 番号                                                               | 両数                                                               |
| ------------------------------------------------------------------ | ------------------------------------------------------------------ | ------------------------------------------------------------------ | ------------------------------------------------------------------ | ------------------------------------------------------------------ | ------------------------------------------------------------------ | ------------------------------------------------------------------ | ------------------------------------------------------------------ |
| 1922年                                                             | 8620-8621 (590-591)                                                |                                                                    |                                                                    |                                                                    |                                                                    | 8620-8621                                                          | 2両                                                                |
| 1923年                                                             | 8622-8623 (739-740)                                                |                                                                    |                                                                    |                                                                    |                                                                    | 8622-8623                                                          | 2両                                                                |
| 1924年                                                             |                                                                    |                                                                    |                                                                    |                                                                    |                                                                    |                                                                    | 0両                                                                |
| 1925年                                                             |                                                                    |                                                                    |                                                                    |                                                                    |                                                                    |                                                                    | 0両                                                                |
| 1926年                                                             |                                                                    |                                                                    |                                                                    |                                                                    |                                                                    |                                                                    | 0両                                                                |
| 1927年                                                             |                                                                    |                                                                    |                                                                    |                                                                    |                                                                    |                                                                    | 0両                                                                |
| 1928年                                                             |                                                                    | 88620-88625→改番8624-8629 (314 - 319)                              |                                                                    |                                                                    |                                                                    | 88620-88625→改番8624-8629                                          | 6両                                                                |
| 1929年                                                             | 88630→改番8634 (1103)                                              | 88626-88629→改番8630-8633 (349-352)                                |                                                                    |                                                                    |                                                                    | 88626-88630→改番8630-8634                                          | 5両                                                                |
| 合計                                                               | 5両                                                                | 10両                                                               | 0両                                                                | 0両                                                                | 0両                                                                | 8620-8623 88620-88625→改番8624-8629 88620-88630→改番8630-8634      | 15両                                                               |
| 1. 2. 3. 4. 5. 6.                                                  |                                                                    |                                                                    |                                                                    |                                                                    |                                                                    |                                                                    |                                                                    |

番号、製造年ごとの設計変更事項は下表のとおり。
| 樺太庁鉄道8620形番号別設計変更一覧 | 樺太庁鉄道8620形番号別設計変更一覧 | 樺太庁鉄道8620形番号別設計変更一覧 | 樺太庁鉄道8620形番号別設計変更一覧  | 樺太庁鉄道8620形番号別設計変更一覧 | 樺太庁鉄道8620形番号別設計変更一覧 | 樺太庁鉄道8620形番号別設計変更一覧 | 樺太庁鉄道8620形番号別設計変更一覧 | 樺太庁鉄道8620形番号別設計変更一覧 | 樺太庁鉄道8620形番号別設計変更一覧 | 樺太庁鉄道8620形番号別設計変更一覧 |
| 番号                               | 発注年度                           | 運転室形状                         | 煙突・煙室                          | 先台車                             | ブレーキ装置                       | 歩み板形状                         | 砂撒装置                           | 連結器                             | 炭水車                             | 両数                               |
| ---------------------------------- | ---------------------------------- | ---------------------------------- | ----------------------------------- | ---------------------------------- | ---------------------------------- | ---------------------------------- | ---------------------------------- | ---------------------------------- | ---------------------------------- | ---------------------------------- |
| 8620-8621                          | 1923年                             | 側面裾部形状：乙字形 通常型        | 煙突：内径457 mm 排気ノズル高さ：低 | 先輪軸箱：復元装置有               | 真空ブレーキ                       | 段差無                             | 重力式                             | 自動連結器                         | 455 ft3・石炭6 t形                 | 2両                                |
| 8622-8623                          | 1923年                             | 側面裾部形状：乙字形 通常型        | 煙突：内径457 mm 排気ノズル高さ：低 | 先輪軸箱：復元装置有               | 真空ブレーキ                       | 段差無                             | 重力式                             | 自動連結器                         | 455 ft3・石炭6 t形                 | 2両                                |
| 88620-88625→改番8624-8629          | 1928年                             | 側面裾部形状：乙字形 耐寒密閉型    | 煙突：内径457 mm 排気ノズル高さ：低 | 先輪軸箱：復元装置有               | 真空ブレーキ                       | 2段形                              | 重力式                             | 自動連結器                         | 455 ft3・石炭6 t形                 | 6両                                |
| 88626-88629→改番8630-8633          | 1929年                             | 側面裾部形状：乙字形 耐寒密閉型    | 煙突：内径457 mm 排気ノズル高さ：低 | 先輪軸箱：復元装置有               | 真空ブレーキ                       | 2段形                              | 重力式                             | 自動連結器                         | 455 ft3・石炭6 t形                 | 4両                                |
| 8630→改番8634                      | 1929年                             | 側面裾部形状：乙字形 耐寒密閉型    | 煙突：内径457 mm 排気ノズル高さ：低 | 先輪軸箱：復元装置有               | 真空ブレーキ                       | 段差無                             | 重力式                             | 自動連結器                         | 455 ft3・石炭6 t形                 | 1両                                |
| 1. 2. 3. 4. 5. 6.                  |                                    |                                    |                                     |                                    |                                    |                                    |                                    |                                    |                                    |                                    |

### 台湾総督府鉄道E500形
E500形は、台湾総督府鉄道に納入された鉄道省8620形の同形車で、1919年から1928年にかけて、43両 （500 - 542号機）が製造された。形態は歩み板1段、運転室側面裾部乙字形、真空ブレーキ装備、炭水車は455 ft3・石炭6 t形で、連結器は当初より自動連結器を装備していた。1937年に形式がC95形に改称されたが、番号は変更されていない。第二次世界大戦後にこれらを引き継いだ台湾鉄路管理局が1947年にCT150形（CT151 - CT193号機）に改形式・改番している。
戦後、事故廃車となった2両（CT154, CT155号機）の部品を組み合わせ、一部を新製して、1両（CT194号機）が再製されている。
製造年次ごとの番号、製造所、製番、両数は下表のとおり。
| 台湾総督府鉄道E500形製造一覧 （上段：番号 下段()内：メーカー製造番号） | 台湾総督府鉄道E500形製造一覧 （上段：番号 下段()内：メーカー製造番号） | 台湾総督府鉄道E500形製造一覧 （上段：番号 下段()内：メーカー製造番号） | 台湾総督府鉄道E500形製造一覧 （上段：番号 下段()内：メーカー製造番号） | 台湾総督府鉄道E500形製造一覧 （上段：番号 下段()内：メーカー製造番号） | 台湾総督府鉄道E500形製造一覧 （上段：番号 下段()内：メーカー製造番号） | 台湾総督府鉄道E500形製造一覧 （上段：番号 下段()内：メーカー製造番号） | 台湾総督府鉄道E500形製造一覧 （上段：番号 下段()内：メーカー製造番号） |
| 年                                                                     | 汽車製造                                                               | 日立製作所                                                             | 川崎造船所                                                             | 日本車輌                                                               | 三菱造船所                                                             | 合計                                                                   | 合計                                                                   |
| 年                                                                     | 汽車製造                                                               | 日立製作所                                                             | 川崎造船所                                                             | 日本車輌                                                               | 三菱造船所                                                             | 番号                                                                   | 両数                                                                   |
| ---------------------------------------------------------------------- | ---------------------------------------------------------------------- | ---------------------------------------------------------------------- | ---------------------------------------------------------------------- | ---------------------------------------------------------------------- | ---------------------------------------------------------------------- | ---------------------------------------------------------------------- | ---------------------------------------------------------------------- |
| 1919年                                                                 | 500-501 (357-358)                                                      |                                                                        |                                                                        |                                                                        |                                                                        | 500-501                                                                | 2両                                                                    |
| 1920年                                                                 | 502-516 (417-419, 449-456, 465-468)                                    |                                                                        |                                                                        |                                                                        |                                                                        | 502-516                                                                | 15両                                                                   |
| 1921年                                                                 | 517-524 (512-515, 545-548)                                             |                                                                        |                                                                        |                                                                        |                                                                        | 517-524                                                                | 8両                                                                    |
| 1922年                                                                 | 525 (583)                                                              |                                                                        |                                                                        |                                                                        |                                                                        | 525                                                                    | 1両                                                                    |
| 1923年                                                                 |                                                                        |                                                                        | 526 (871)                                                              |                                                                        |                                                                        | 526                                                                    | 1両                                                                    |
| 1924年                                                                 | 527-530 (735-738)                                                      |                                                                        |                                                                        |                                                                        |                                                                        | 527-530                                                                | 4両                                                                    |
| 1925年                                                                 |                                                                        |                                                                        | 531-533 (1072-1074)                                                    |                                                                        |                                                                        | 531-533                                                                | 3両                                                                    |
| 1926年                                                                 | 534-536 (894-896)                                                      |                                                                        |                                                                        |                                                                        |                                                                        | 534-536                                                                | 3両                                                                    |
| 1927年                                                                 |                                                                        | 537 (240)                                                              |                                                                        | 538-540 (182-184)                                                      |                                                                        | 537-540                                                                | 4両                                                                    |
| 1928年                                                                 |                                                                        |                                                                        |                                                                        |                                                                        | 541-542 (54-55)                                                        | 541-542                                                                | 2両                                                                    |
| 計                                                                     | 33両                                                                   | 1両                                                                    | 4両                                                                    | 3両                                                                    | 2両                                                                    | 500-542                                                                | 43両                                                                   |
| 1. 2. 3. 4. 5. 6. 7. 8. 9. 10. 11.                                     |                                                                        |                                                                        |                                                                        |                                                                        |                                                                        |                                                                        |                                                                        |

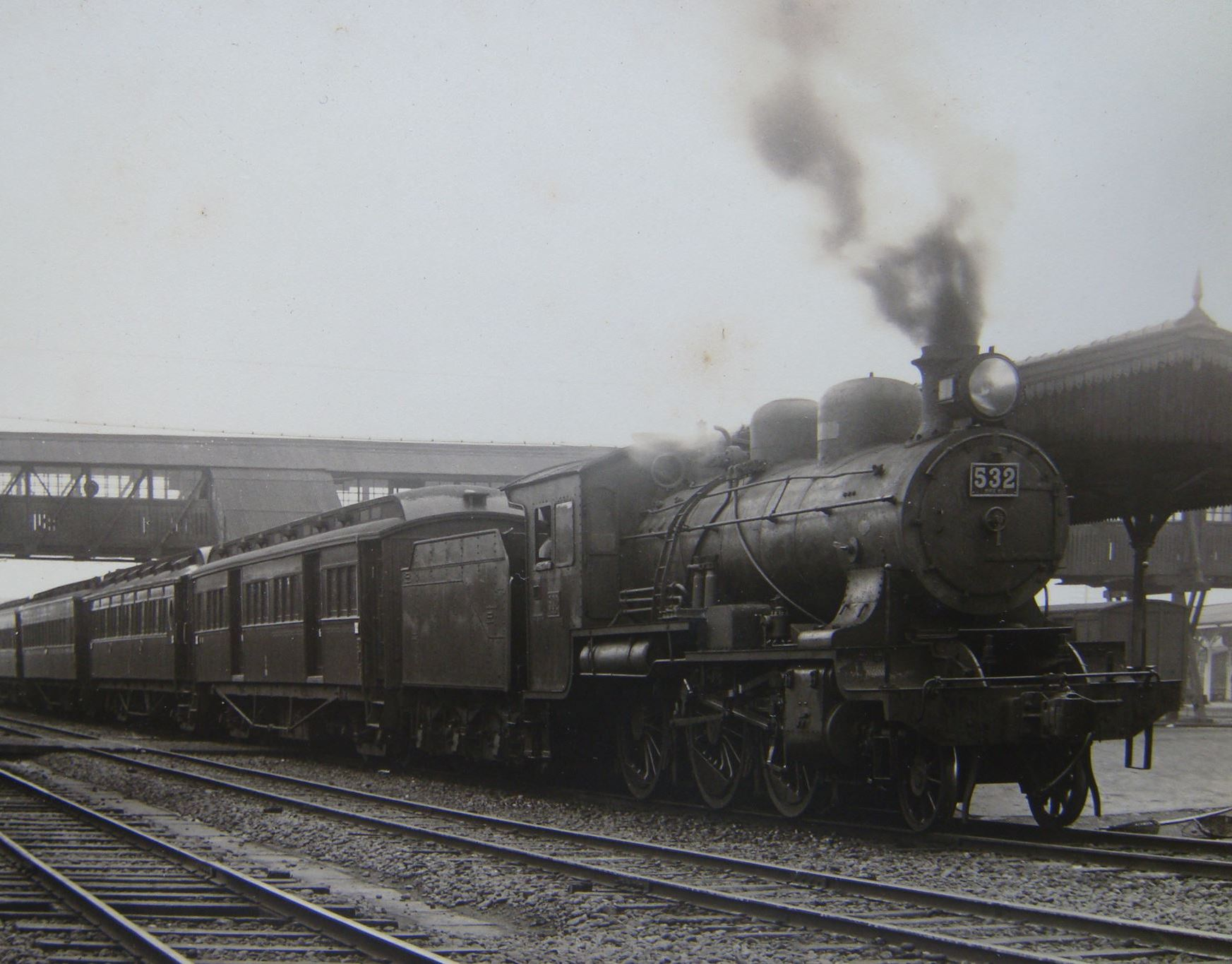
E500形532号機が牽引する列車、1910年代頃
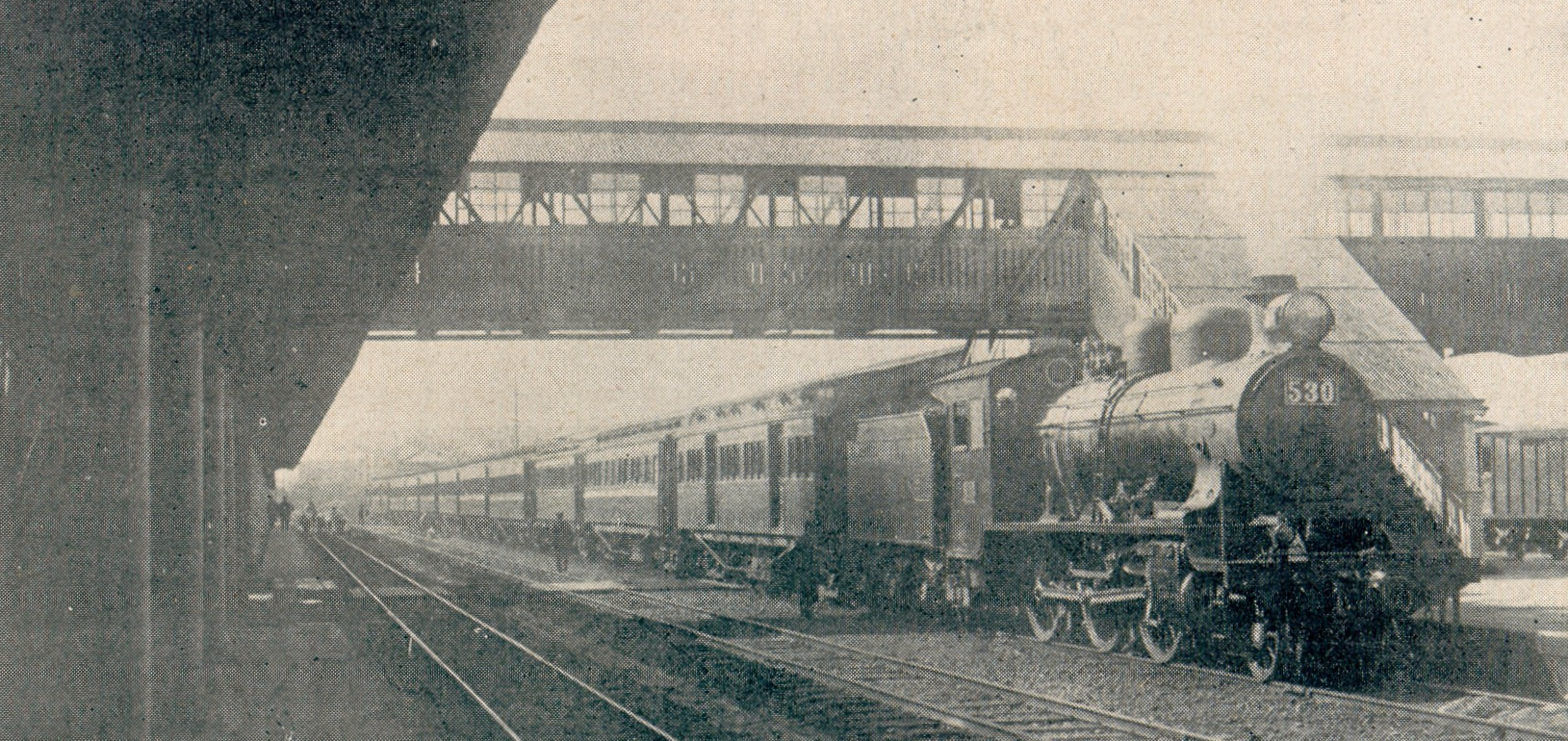
530号機が牽引する急行列車、1930年代頃
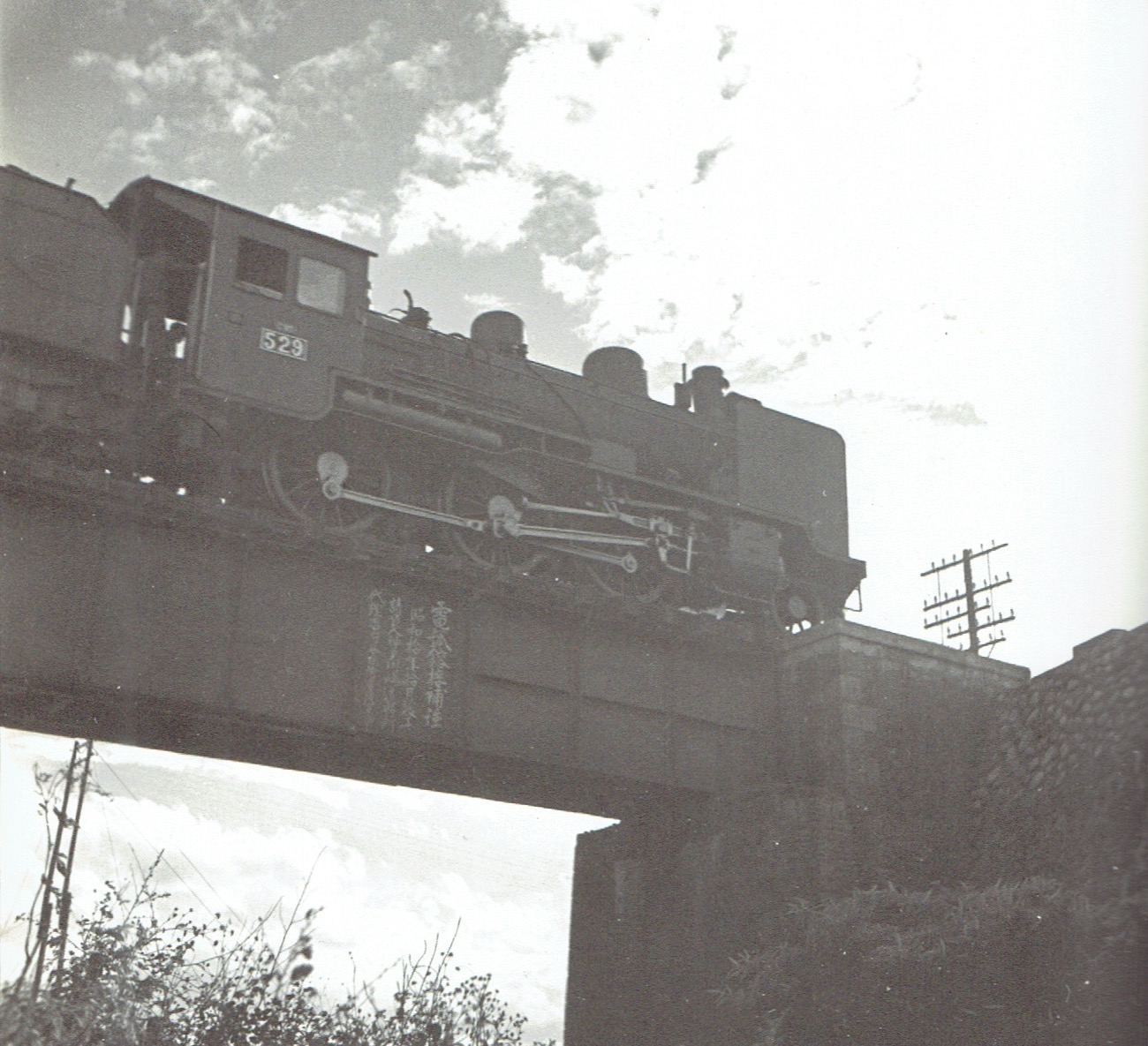
新店渓の橋梁を渡る529号機、1935年頃
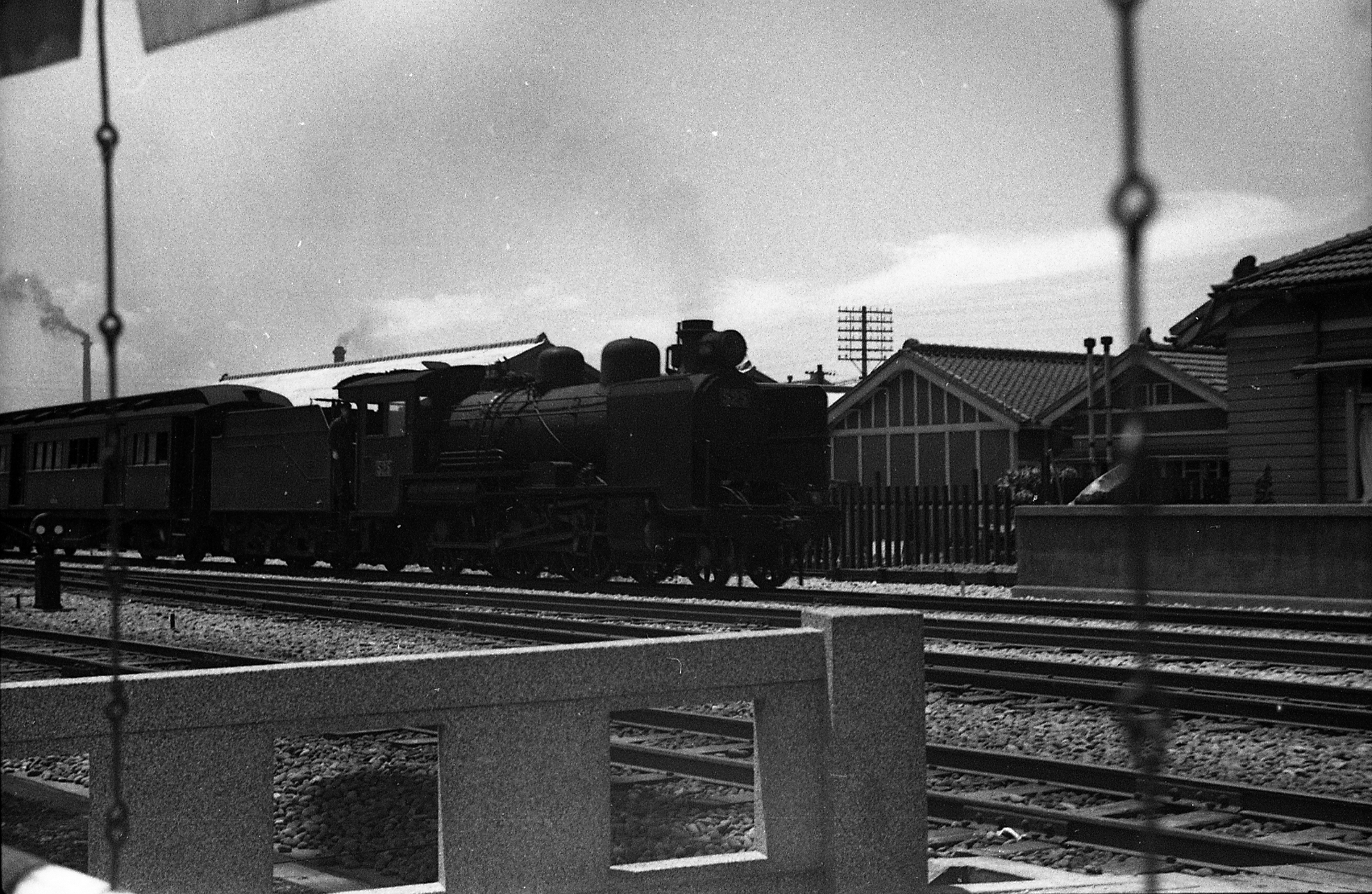
E500形が牽引する列車、台北駅、1938-42年頃
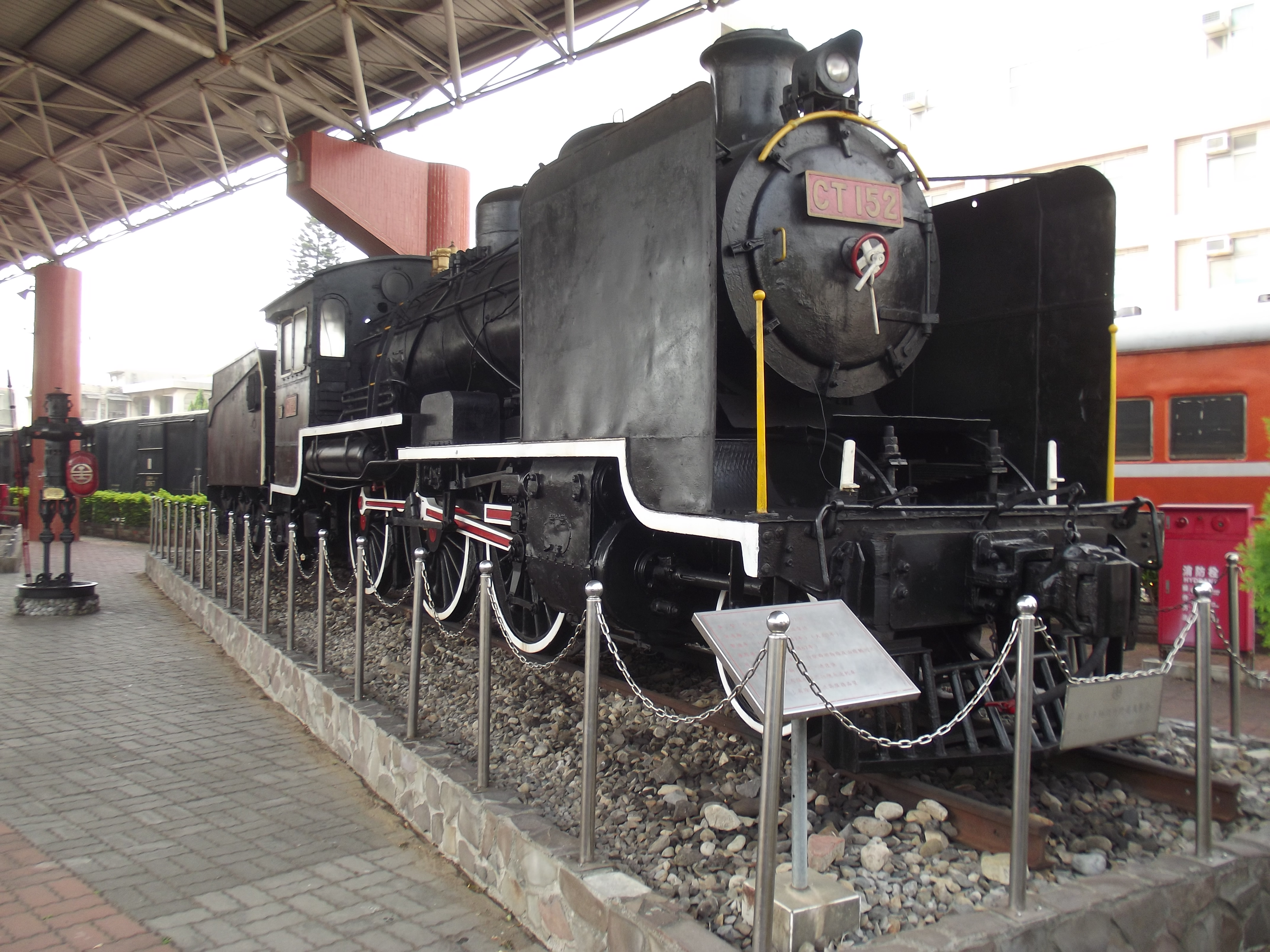
苗栗鉄道文物展示館で静態保存される台湾鉄路管理局CT152（旧501）号機、2014年

### 北海道拓殖鉄道8620形
北海道拓殖鉄道の8620形は、1928年9月に汽車製造で2両（8621 - 8622号機）が同社の開業用に新製し、翌1929年1月に竣工し、同年7月に空気ブレーキを設置したもので、民鉄向けに製造された唯一の8620形である。形態は歩み板1段、運転室側面裾部乙字形、炭水車は455 ft3・石炭6 t形、連結器は自動連結器で当初は真空ブレーキを装備していた。8621号機は1960年7月に廃車解体、8622号機もその後廃車され、鹿追駅跡に保存されている。
竣工年度ごとの番号、製造所、製番、両数は下表のとおり。
| 北海道拓殖鉄道8620形製造一覧 （上段：番号 下段()内：メーカー製造番号） | 北海道拓殖鉄道8620形製造一覧 （上段：番号 下段()内：メーカー製造番号） | 北海道拓殖鉄道8620形製造一覧 （上段：番号 下段()内：メーカー製造番号） | 北海道拓殖鉄道8620形製造一覧 （上段：番号 下段()内：メーカー製造番号） | 北海道拓殖鉄道8620形製造一覧 （上段：番号 下段()内：メーカー製造番号） | 北海道拓殖鉄道8620形製造一覧 （上段：番号 下段()内：メーカー製造番号） | 北海道拓殖鉄道8620形製造一覧 （上段：番号 下段()内：メーカー製造番号） | 北海道拓殖鉄道8620形製造一覧 （上段：番号 下段()内：メーカー製造番号） |
| 年度                                                                   | 汽車製造                                                               | 日立製作所                                                             | 川崎造船所                                                             | 日本車輌                                                               | 三菱造船所                                                             | 合計                                                                   | 合計                                                                   |
| 年度                                                                   | 汽車製造                                                               | 日立製作所                                                             | 川崎造船所                                                             | 日本車輌                                                               | 三菱造船所                                                             | 番号                                                                   | 両数                                                                   |
| ---------------------------------------------------------------------- | ---------------------------------------------------------------------- | ---------------------------------------------------------------------- | ---------------------------------------------------------------------- | ---------------------------------------------------------------------- | ---------------------------------------------------------------------- | ---------------------------------------------------------------------- | ---------------------------------------------------------------------- |
| 1928年度                                                               | 8621-8622 (1023-1024)                                                  |                                                                        |                                                                        |                                                                        |                                                                        | 8621-8622                                                              | 2両                                                                    |
| 計                                                                     | 2両                                                                    | 0両                                                                    | 0両                                                                    | 0両                                                                    | 0両                                                                    | 8621-8622                                                              | 2両                                                                    |
| 1.                                                                     |                                                                        |                                                                        |                                                                        |                                                                        |                                                                        |                                                                        |                                                                        |

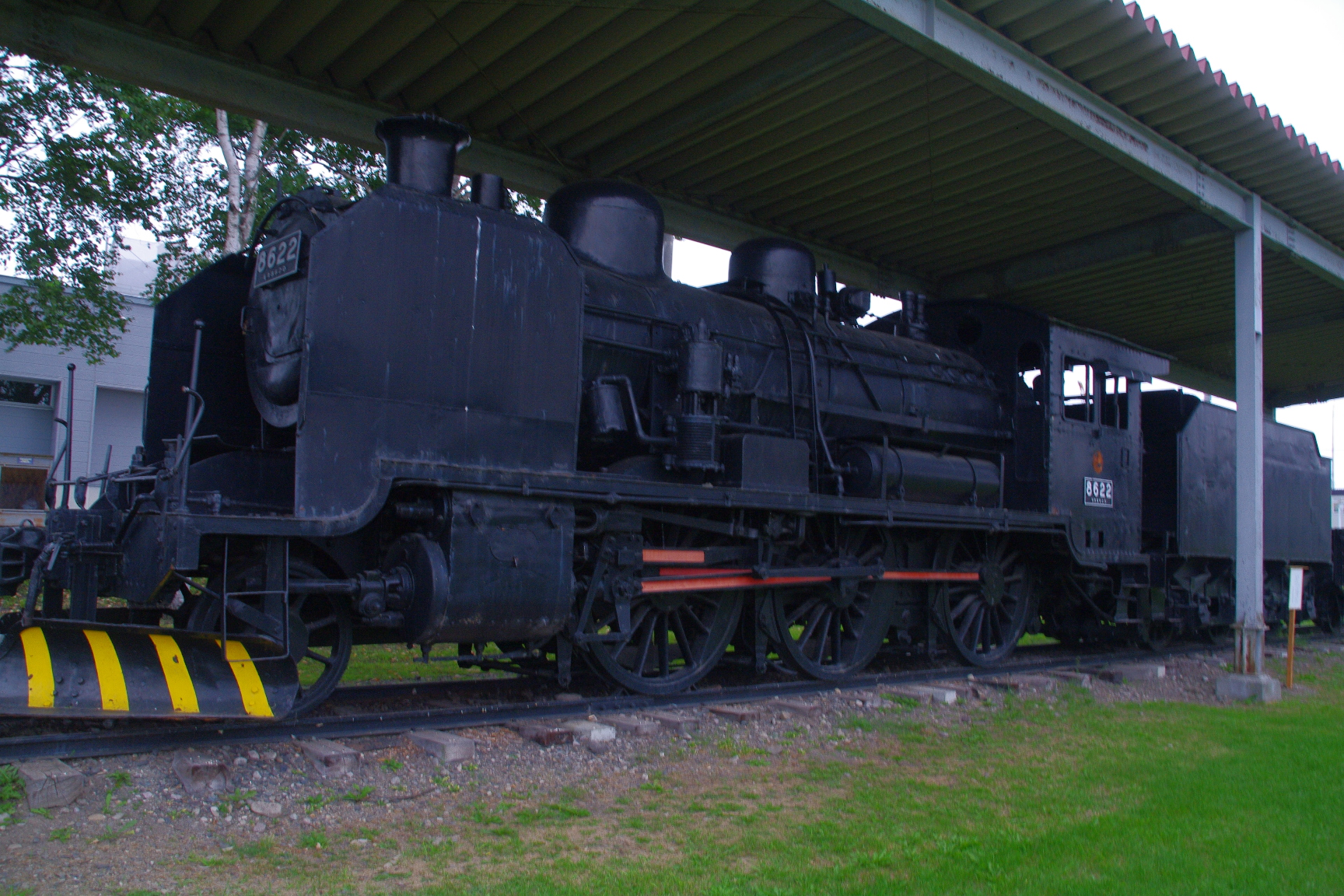
静態保存されている北海道拓殖鉄道8622号機、旧北海道拓殖鉄道鹿追駅、2009年
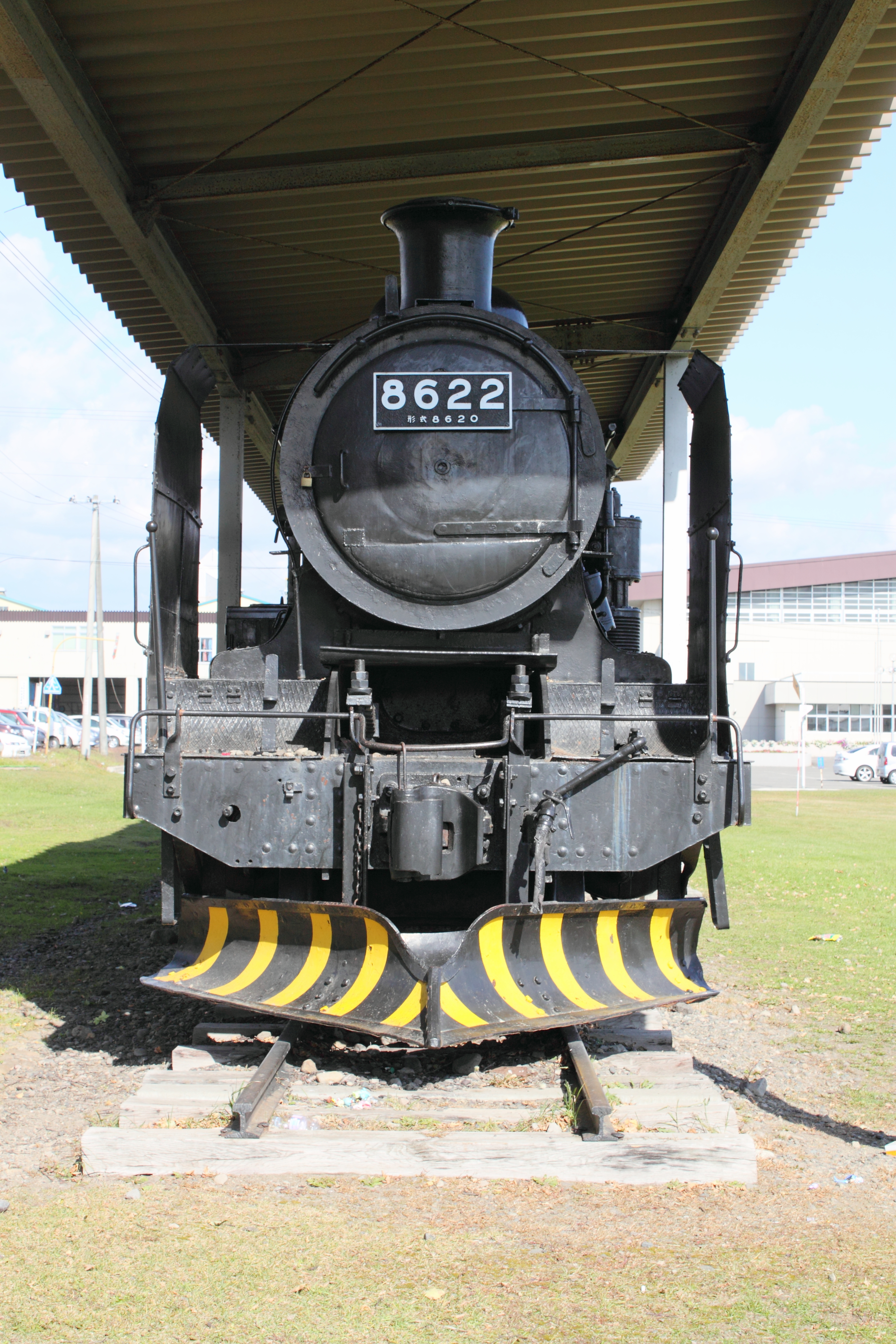
同じく北海道拓殖鉄道8622号機、2009年

## 運用
平坦で距離の長い路線に向き、客貨両用に効率よく使えるという特徴をもって長く運用され、鉄道車輌史研究家の臼井茂信は「鉄路あるところ、ハチロクの機影見ざるはなし」と評している。
8620形の初回ロットは8620 - 8637号機の18両で、1914年5月に最初の6両が九州鉄道管理局の鳥栖機関庫の配置となって鹿児島本線門司（現門司港） - 鳥栖間で急行列車や直行列車などの牽引に使用された。初回ロットの残り12両は神戸鉄道管理局に11両、東部鉄道管理局に1両の配属となったほか、これらを含む以降の初期製造の機体は以下の各区間で運行されている。
- 奥羽本線：米沢 - 秋田間
- 東北本線：宇都宮 - 白河間
- 東海道本線：東京 - 沼津間
- 関西本線：亀山 - 湊町間
- 山陽本線：広島 - 下関間
- 鹿児島本線：門司 - 鳥栖間

1915年には東海道本線東京 - 沼津間で特別急行1列車および2列車を牽引しての8850形との性能比較試験が実施され、本形式は8850形より石炭消費量が5 - 6 %少ないとの結果が出ている。また、翌1916年には東京 - 国府津間で6760形との性能比較試験が実施され、本形式は6760形より石炭消費量が8 - 12 %少ないとの結果が出ている。
また、1914年時点において、本形式の牽引トン数は10パーミル勾配において急行列車300 t（35 km/h）、客車列車350 t（30 km/h）、25パーミル勾配において旅客列車180 t（18 km/h）に設定されていた（本形式のベースとなった輸入蒸気機関車のうち、8900形の牽引トン数は10パーミル勾配において特別急行列車320 t（48 km/h）、急行列車340 t（45 km/h）、客車列車380 t（41 km/h）、25パーミル勾配において特別急行列車・急行列車で170 t（30 km/h）に設定）ほか、10パーミル区間で貨物列車550 t、25パーミル勾配で貨物列車180 tに設定されている。本形式はシリンダ牽引力と粘着力牽引力の比が小さく設計されていたため、勾配区間における牽引トン数は従来の機関車より高めに設定されていた。
品川機関区の28661号機および58681号機は、お召列車牽引用機に指定されたほか東京 - 横浜港駅間のボート・トレインの牽引に使用された。歩み板に手摺が設置されていたほか、手摺類、連結器、車輪のタイヤ側面やカウンターウエイト、ボイラーバンドや各部の縁部分などが磨き出しとなっていたほか、28661号機は空気圧縮機を左右両側に搭載していた。
その後1930年代に入り、近郊旅客用もしくは支線区の貨物用C11形や旅客用のC55形・C57形、地方線区の旅客用もしくは小単位の貨物用のC58形等の導入に伴い、本形式は地方線区や入換用に転用されている。
9600形のような日中戦争勃発に伴う軍からの徴発はなかったが、樺太の内地編入に伴い樺太庁鉄道が鉄道省樺太鉄道局に移管された1943年以降に14両が同鉄道局に転属している。1両は1944年に樺太鉄道局から転出したが、他の13両は樺太庁鉄道から移管された88652 - 88666号機とともに終戦時にソビエト連邦に接収され、以後の消息は明らかでなく、書類上は全機が1946年3月31日に廃車となっている。
樺太鉄道局への転属、転出の状況は以下のとおり。
- 1943年10月：（転属8両）18638, 18665, 38620, 48629, 48655, 48658, 48691, 68624号機
- 1944年2月：（転出1両）18665号機
- 1944年6月：（転属3両）18640, 58670, 78640号機
- 1944年9月：（転属3両）38630, 38661, 38675号機

戦後の1947年1月1日時点では、樺太の28両（樺太鉄道局からの編入15両・移管後の転属13両）と戦災により廃車となった3両 (48634, 68662, 78682号機) および戦前に事故廃車となった2両 (68640, 88628号機) を除いた654両が残っていて、釧路、帯広、池田、斜里、留萠、稚内、北見、渚滑、深川、小樽築港、室蘭、青森、尻内、盛岡、小牛田、郡山、弘前、東能代、秋田、米沢、新潟、新津、長岡、小山、高崎、大子、佐倉、成田、千葉、館山、勝浦、新小岩、品川、八王子、新鶴見、二俣、稲沢、米原、敦賀、七尾、梅小路、宮原、鷹取、竜華、王寺、奈良、豊岡、鳥取、米子、浜田、津山、新見、高松、松山、宇和島、小松島、高知、十日市、津和野、正明市、西唐津、早岐、伊万里、若松、吉塚、行橋、柳ヶ浦、大分、豊後森、南延岡、宮崎、都城、人吉、吉松の各区に配置されていた。
1955年3月末には637両が残っていたが、中型ディーゼル機関車の実用化により、1960年3月末には491両、1961年3月末には380両、1962年3月末には333両とほぼ半減した。北海道からの撤退は早かったが、主要幹線や亜幹線の電化もしくは無煙化が優先されたことや、地方ローカル線および入換用ディーゼル機関車の量産導入が進まなかったこともあり、その後もかなりの数が蒸気機関車の末期まで残った。1964年3月末の在籍数は276両であったが、1968年3月末では138両で、同年10月時点での本形式の配置および用途は下表のとおりであった。
| 釧路鉄道管理局   | 帯広管理所     | 3両   | 入換用                                         |  |  |  |  |  |  |  |
| 盛岡鉄道管理局   | 盛岡機関区     | 7両   | 入換用                                         |  |  |  |  |  |  |  |
| 盛岡鉄道管理局   | 花輪線管理所   | 6両   | 花輪線旅客・貨物列車用                         |  |  |  |  |  |  |  |
| 秋田鉄道管理局   | 秋田機関区     | 3両   | 入換用                                         |  |  |  |  |  |  |  |
| 秋田鉄道管理局   | 東能代機関区   | 1両   | 入換用                                         |  |  |  |  |  |  |  |
| 秋田鉄道管理局   | 大館機関区     | 3両   | 入換用                                         |  |  |  |  |  |  |  |
| 秋田鉄道管理局   | 弘前機関区     | 3両   | 黒石線の貨物列車もしくは入換用                 |  |  |  |  |  |  |  |
| 秋田鉄道管理局   | 五能線管理所   | 9両   | 五能線の旅客・貨物列車用                       |  |  |  |  |  |  |  |
| 水戸鉄道管理局   | 水戸機関区     | 5両   | 入換用                                         |  |  |  |  |  |  |  |
| 水戸鉄道管理局   | 土浦機関支区   | 1両   | 入換用                                         |  |  |  |  |  |  |  |
| 水戸鉄道管理局   | 平機関区       | 5両   | 入換用                                         |  |  |  |  |  |  |  |
| 水戸鉄道管理局   | 高萩機関区     | 1両   | 入換用                                         |  |  |  |  |  |  |  |
| 千葉鉄道管理局   | 佐倉機関区     | 5両   | 総武本線・成田線貨物列車もしくは入換用         |  |  |  |  |  |  |  |
| 長野鉄道管理局   | 長野機関区     | 6両   | 入換用もしくは長野-飯山間の旅客列車            |  |  |  |  |  |  |  |
| 金沢鉄道管理局   | 福井機関区     | 2両   | 越美北線の貨物列車もしくは入換用               |  |  |  |  |  |  |  |
| 金沢鉄道管理局   | 金沢運転所     | 2両   | 入換用                                         |  |  |  |  |  |  |  |
| 金沢鉄道管理局   | 高岡機関支区   | 2両   | 入換用                                         |  |  |  |  |  |  |  |
| 天王寺鉄道管理局 | 竜華機関区     | 4両   | 入換用                                         |  |  |  |  |  |  |  |
| 天王寺鉄道管理局 | 和歌山機関区   | 1両   | 入換用                                         |  |  |  |  |  |  |  |
| 天王寺鉄道管理局 | 奈良運転所     | 1両   | 入換用                                         |  |  |  |  |  |  |  |
| 大阪鉄道管理局   | 梅小路機関区   | 4両   | 入換用                                         |  |  |  |  |  |  |  |
| 米子鉄道管理局   | 鳥取機関区     | 1両   | 入換用                                         |  |  |  |  |  |  |  |
| 米子鉄道管理局   | 米子機関区     | 4両   | 入換用                                         |  |  |  |  |  |  |  |
| 中国支社         | 芸備線管理所   | 5両   | 福塩線貨物列車もしくは入換用                   |  |  |  |  |  |  |  |
| 中国支社         | 下関運転所     | 3両   | 入換用                                         |  |  |  |  |  |  |  |
| 四国支社         | 多度津機関区   | 1両   | 入換用                                         |  |  |  |  |  |  |  |
| 四国支社         | 小松島機関支区 | 4両   | 徳島本線貨物列車・牟岐線旅客列車もしくは入換用 |  |  |  |  |  |  |  |
| 四国支社         | 高知機関区     | 1両   | 入換用                                         |  |  |  |  |  |  |  |
| 門司鉄道管理局   | 若松機関区     | 6両   | 香月線・室木線の旅客列車もしくは入換用         |  |  |  |  |  |  |  |
| 門司鉄道管理局   | 鳥栖機関区     | 4両   | 入換用                                         |  |  |  |  |  |  |  |
| 門司鉄道管理局   | 早岐機関区     | 7両   | 松浦線貨物列車もしくは入換用                   |  |  |  |  |  |  |  |
| 大分鉄道管理局   | 豊後森機関区   | 7両   | 久大線旅客列車もしくは入換用                   |  |  |  |  |  |  |  |
| 大分鉄道管理局   | 大分運転所     | 2両   | 入換用                                         |  |  |  |  |  |  |  |
| 大分鉄道管理局   | 南延岡機関区   | 3両   | 細島線貨物列車もしくは入換用                   |  |  |  |  |  |  |  |
| 熊本鉄道管理局   | 人吉機関区     | 1両   | 湯前線貨物列車もしくは入換用                   |  |  |  |  |  |  |  |
| 鹿児島鉄道管理局 | 鹿児島機関区   | 3両   | 入換用                                         |  |  |  |  |  |  |  |
| 鹿児島鉄道管理局 | 都城機関区     | 2両   | 入換用                                         |  |  |  |  |  |  |  |
| 計               | 計             | 128両 |                                                |  |  |  |  |  |  |  |
|                  |                |       |                                                |  |  |  |  |  |  |  |

その後1972年3月末では41両と漸減し、7 kmにわたって33.3パーミルの上り勾配が続く花輪線での運用は1971年9月30日に終了した。最後の運用は人吉機関区の48679号機および58654号機による湯前線の貨物列車であり、1975年3月9日が最後の運用となって、48679号機は1974年12月1日休車、1975年5月6日廃車、58654号機が同年3月10日休車、3月31日廃車となった。
比較的軽い仕業をしていたためか、修繕量も大したことなく長らく使うことができた一方、常時いっぱいの性能で使用されていたならば、長命を保つことは不可能であったともされている。
本形式の年代ごとの配置両数の変遷は以下のとおり。
| 8620形配置変遷（1931年 - 1969年） （()内は入換専用機）     | 8620形配置変遷（1931年 - 1969年） （()内は入換専用機） | 8620形配置変遷（1931年 - 1969年） （()内は入換専用機） | 8620形配置変遷（1931年 - 1969年） （()内は入換専用機） | 8620形配置変遷（1931年 - 1969年） （()内は入換専用機） | 8620形配置変遷（1931年 - 1969年） （()内は入換専用機） | 8620形配置変遷（1931年 - 1969年） （()内は入換専用機） | 8620形配置変遷（1931年 - 1969年） （()内は入換専用機） | 8620形配置変遷（1931年 - 1969年） （()内は入換専用機） | 8620形配置変遷（1931年 - 1969年） （()内は入換専用機） | 8620形配置変遷（1931年 - 1969年） （()内は入換専用機） |
| 鉄道局（1950年まで）                                       | 鉄道管理局（1950年以降）                               | 機関区・支区・駐泊所                                   | 1931年 1月31日                                         | 1938年 4月30日                                         | 1944年 1月31日                                         | 1949年 1-7月                                           | 1955年 2月1日                                          | 1959年 4月1日                                          | 1969年 3月31日                                         | 備考                                                   |
| ---------------------------------------------------------- | ------------------------------------------------------ | ------------------------------------------------------ | ------------------------------------------------------ | ------------------------------------------------------ | ------------------------------------------------------ | ------------------------------------------------------ | ------------------------------------------------------ | ------------------------------------------------------ | ------------------------------------------------------ | ------------------------------------------------------ |
| 樺太鉄道局                                                 | -                                                      | 豊原機関区                                             | -                                                      | -                                                      | 9両                                                    | -                                                      | -                                                      | -                                                      | -                                                      |                                                        |
| 樺太鉄道局                                                 | -                                                      | 真岡機関区                                             | -                                                      | -                                                      | 2両                                                    | -                                                      | -                                                      | -                                                      | -                                                      |                                                        |
| 樺太鉄道局                                                 | -                                                      | 泊居機関区                                             | -                                                      | -                                                      | 7両                                                    | -                                                      | -                                                      | -                                                      | -                                                      |                                                        |
| 樺太鉄道局                                                 | -                                                      | 白浦機関区                                             | -                                                      | -                                                      | 4両                                                    | -                                                      | -                                                      | -                                                      | -                                                      |                                                        |
| 樺太鉄道局                                                 | -                                                      | 樺太鉄道局その他                                       | -                                                      | -                                                      | 1両                                                    | -                                                      | -                                                      | -                                                      | -                                                      |                                                        |
| 札幌鉄道局                                                 | 釧路鉄道管理局                                         | 濱釧路→釧路機関区                                      | 8両                                                    | 15両                                                   | 7両                                                    | 9両                                                    | 10(5)両                                                | 10両                                                   |                                                        |                                                        |
| 札幌鉄道局                                                 | 釧路鉄道管理局                                         | 厚岸駐泊所                                             | -                                                      |                                                        |                                                        |                                                        | 1(1)両                                                 |                                                        | -                                                      |                                                        |
| 札幌鉄道局                                                 | 釧路鉄道管理局                                         | 厚床支区→現業所                                        | -                                                      |                                                        |                                                        |                                                        | 1両                                                    |                                                        | -                                                      |                                                        |
| 札幌鉄道局                                                 | 釧路鉄道管理局                                         | 弟子屈駐泊所                                           |                                                        | 1両                                                    | 1両                                                    | 1両                                                    | 1両                                                    |                                                        | -                                                      |                                                        |
| 札幌鉄道局                                                 | 釧路鉄道管理局                                         | 池田機関区                                             |                                                        |                                                        | 4両                                                    |                                                        |                                                        |                                                        | 1両                                                    |                                                        |
| 札幌鉄道局                                                 | 釧路鉄道管理局                                         | 帯広支区→帯広管理所                                    |                                                        | 5両                                                    | 5両                                                    | 8両                                                    | 6(2)両                                                 | 7(1)両                                                 | 2両                                                    |                                                        |
| 札幌鉄道局                                                 | 釧路鉄道管理局                                         | 新得機関区                                             |                                                        |                                                        |                                                        |                                                        | 1両                                                    |                                                        | -                                                      |                                                        |
| 札幌鉄道局                                                 | 釧路鉄道管理局                                         | 斜里支区                                               |                                                        | 7両                                                    | 7両                                                    | 7両                                                    | 5両                                                    | 5両                                                    | -                                                      |                                                        |
| 札幌鉄道局                                                 | 旭川鉄道管理局                                         | 名寄機関区                                             | 5両                                                    |                                                        |                                                        |                                                        | 8両                                                    | 8両                                                    |                                                        |                                                        |
| 札幌鉄道局                                                 | 旭川鉄道管理局                                         | 稚内機関区                                             | 5両                                                    | 6両                                                    | 9(2)両                                                 | 8(1)両                                                 |                                                        |                                                        |                                                        |                                                        |
| 札幌鉄道局                                                 | 旭川鉄道管理局                                         | 野付牛機関区→北見機関区                                | 17両                                                   | 7両                                                    | 9両                                                    | 5(2)両                                                 | 5(2)両                                                 | 4両                                                    |                                                        |                                                        |
| 札幌鉄道局                                                 | 旭川鉄道管理局                                         | 遠軽機関庫                                             | -                                                      |                                                        | 1(1)両                                                 | 1(1)両                                                 |                                                        | 8両                                                    |                                                        |                                                        |
| 札幌鉄道局                                                 | 旭川鉄道管理局                                         | 渚滑支区                                               | -                                                      | 6両                                                    | 6両                                                    | 7両                                                    | 7両                                                    |                                                        | -                                                      |                                                        |
| 札幌鉄道局                                                 | 旭川鉄道管理局                                         | 旭川機関区                                             | 8両                                                    |                                                        |                                                        | 2両                                                    | 4(4)両                                                 | 3両                                                    |                                                        |                                                        |
| 札幌鉄道局                                                 | 旭川鉄道管理局                                         | 深川支区→機関区                                        | 4両                                                    |                                                        |                                                        |                                                        |                                                        | 1両                                                    |                                                        |                                                        |
| 札幌鉄道局                                                 | 旭川鉄道管理局                                         | 恵比島駐泊所                                           |                                                        | 1両                                                    | 1両                                                    | 1両                                                    |                                                        |                                                        |                                                        |                                                        |
| 札幌鉄道局                                                 | 旭川鉄道管理局                                         | 留萌支区                                               |                                                        | 3両                                                    | 8両                                                    | 5両                                                    |                                                        |                                                        |                                                        |                                                        |
| 札幌鉄道局                                                 | 札幌鉄道管理局                                         | 下富良野→富良野機関区                                  |                                                        | 3両                                                    |                                                        |                                                        | -                                                      | -                                                      | -                                                      |                                                        |
| 札幌鉄道局                                                 | 札幌鉄道管理局                                         | 滝川機関区                                             |                                                        |                                                        |                                                        |                                                        | 3(3)両                                                 | 3(2)両                                                 |                                                        |                                                        |
| 札幌鉄道局                                                 | 札幌鉄道管理局                                         | 小樽築港機関区                                         |                                                        |                                                        | 4(4)両                                                 |                                                        | 4(4)両                                                 |                                                        |                                                        |                                                        |
| 札幌鉄道局                                                 | 札幌鉄道管理局                                         | !苗穂機関区                                            | -                                                      |                                                        |                                                        | 4(1)両                                                 |                                                        |                                                        |                                                        |                                                        |
| 札幌鉄道局                                                 | 札幌鉄道管理局                                         | 札幌機関区                                             | 7両                                                    |                                                        |                                                        |                                                        |                                                        |                                                        |                                                        |                                                        |
| 札幌鉄道局                                                 | 札幌鉄道管理局                                         | 室蘭機関区                                             | 10両                                                   | 8両                                                    |                                                        |                                                        |                                                        |                                                        |                                                        |                                                        |
| 札幌鉄道局                                                 | 青函鉄道管理局 →青函船舶鉄道管理局                     | 函館機関区                                             |                                                        | 1両                                                    |                                                        |                                                        |                                                        |                                                        |                                                        |                                                        |
| 仙台鉄道局                                                 | 秋田鉄道管理局                                         | 弘前支区→機関区                                        |                                                        |                                                        | 9両                                                    | 8両                                                    | 14両                                                   | 4両                                                    | 3(3)両                                                 |                                                        |
| 仙台鉄道局                                                 | 盛岡鉄道管理局                                         | 尻内機関区→管理所                                      |                                                        |                                                        | 15両                                                   | 18両                                                   | 15両                                                   | 5両                                                    |                                                        |                                                        |
| 仙台鉄道局                                                 | 盛岡鉄道管理局                                         | 青森機関区                                             |                                                        | 4両                                                    |                                                        | 4(4)両                                                 |                                                        | 1両                                                    |                                                        |                                                        |
| 仙台鉄道局                                                 | 盛岡鉄道管理局                                         | 盛岡機関区                                             | 2両                                                    | 14両                                                   | 12両                                                   | 10両                                                   | 13両                                                   | 12両                                                   | 5両                                                    |                                                        |
| 仙台鉄道局                                                 | 盛岡鉄道管理局                                         | 田山駐泊所                                             | 1両                                                    | -                                                      | -                                                      | -                                                      | -                                                      |                                                        |                                                        |                                                        |
| 仙台鉄道局                                                 | 盛岡鉄道管理局                                         | 荒屋新町駐泊所→支区 →花輪線管理所                      |                                                        | 3両                                                    | 4両                                                    | 7両                                                    | 10両                                                   | 8両                                                    | 7両                                                    |                                                        |
| 仙台鉄道局                                                 | 盛岡鉄道管理局                                         | 黒沢尻→北上支区                                        |                                                        |                                                        | 3両                                                    |                                                        |                                                        | 2(2)両                                                 |                                                        |                                                        |
| 仙台鉄道局                                                 | 盛岡鉄道管理局                                         | 宮古機関区                                             | -                                                      | 9両                                                    |                                                        |                                                        |                                                        |                                                        |                                                        |                                                        |
| 仙台鉄道局                                                 | 盛岡鉄道管理局                                         | 釜石機関区                                             | -                                                      | -                                                      |                                                        |                                                        | 1(1)両                                                 | 2(2)両                                                 |                                                        |                                                        |
| 仙台鉄道局                                                 | 盛岡鉄道管理局                                         | 一ノ関機関区                                           | 5両                                                    | 11両                                                   |                                                        |                                                        |                                                        | 3(2)両                                                 |                                                        |                                                        |
| 仙台鉄道局                                                 | 仙台鉄道管理局                                         | 仙台機関区→仙台運転所                                  | 12両                                                   |                                                        |                                                        |                                                        |                                                        |                                                        |                                                        |                                                        |
| 仙台鉄道局                                                 | 仙台鉄道管理局                                         | 長町機関区                                             |                                                        |                                                        |                                                        | 2(2)両                                                 |                                                        |                                                        |                                                        |                                                        |
| 仙台鉄道局                                                 | 仙台鉄道管理局                                         | 小牛田機関区                                           | 8両                                                    | 11両                                                   | 14両                                                   | 12両                                                   | 3両                                                    |                                                        |                                                        | C58形で代替                                            |
| 仙台鉄道局                                                 | 仙台鉄道管理局                                         | 郡山機関区                                             | 7両                                                    | 8両                                                    | 6両                                                    | 3両                                                    | 7両                                                    | 7(7)両                                                 |                                                        |                                                        |
| 仙台鉄道局                                                 | 仙台鉄道管理局                                         | 福島機関区→福島第一機関区                              |                                                        |                                                        |                                                        |                                                        |                                                        | 3(3)両                                                 |                                                        |                                                        |
| 仙台鉄道局                                                 | 仙台鉄道管理局                                         | 会津若松機関区→会津若松運転区                          | 10両                                                   | 12両                                                   |                                                        |                                                        |                                                        |                                                        |                                                        |                                                        |
| 東京鉄道局                                                 | 水戸鉄道管理局                                         | 水戸機関区                                             |                                                        |                                                        |                                                        |                                                        | 1両                                                    | 5(5)両                                                 | 6(6)両                                                 |                                                        |
| 東京鉄道局                                                 | 水戸鉄道管理局                                         | 土浦支区                                               | -                                                      | -                                                      | -                                                      | -                                                      |                                                        | 1(1)両                                                 |                                                        |                                                        |
| 東京鉄道局                                                 | 水戸鉄道管理局                                         | 平機関区                                               |                                                        |                                                        | 2両                                                    |                                                        | 6両                                                    | 6両                                                    | 6両                                                    |                                                        |
| 東京鉄道局                                                 | 水戸鉄道管理局                                         | 高萩支区                                               |                                                        |                                                        |                                                        | 1両                                                    | 2両                                                    | 1両                                                    | 1両                                                    |                                                        |
| 東京鉄道局                                                 | 水戸鉄道管理局                                         | 常陸大子機関区                                         |                                                        |                                                        | 16両                                                   | 16両                                                   | 14両                                                   | 6両                                                    |                                                        |                                                        |
| 東京鉄道局                                                 | 千葉鉄道管理局                                         | 新小岩機関区                                           |                                                        | 10両                                                   | 11両                                                   | 8両                                                    | 16両                                                   | 16両                                                   |                                                        |                                                        |
| 東京鉄道局                                                 | 千葉鉄道管理局                                         | 千葉機関区                                             | 26両                                                   | 20両                                                   | 10両                                                   | 2両                                                    | 7両                                                    | 7両                                                    | -                                                      | C58形で代替                                            |
| 東京鉄道局                                                 | 千葉鉄道管理局                                         | 佐倉支区→機関区                                        | 9両                                                    | 13両                                                   | 14両                                                   | 8両                                                    | 11両                                                   | 11両                                                   | 4両                                                    |                                                        |
| 東京鉄道局                                                 | 千葉鉄道管理局                                         | 銚子支区                                               |                                                        |                                                        |                                                        | 4両                                                    | 4両                                                    |                                                        | -                                                      |                                                        |
| 東京鉄道局                                                 | 千葉鉄道管理局                                         | 勝浦機関区                                             |                                                        |                                                        | 10両                                                   | 10両                                                   |                                                        |                                                        | -                                                      | 気動車で代替                                           |
| 東京鉄道局                                                 | 千葉鉄道管理局                                         | 成田機関区                                             | 10両                                                   | 12両                                                   | 12両                                                   | 12両                                                   | 10両                                                   |                                                        | -                                                      | 気動車で代替                                           |
| 東京鉄道局                                                 | 千葉鉄道管理局                                         | 安房北條→館山機関区                                    |                                                        | 11両                                                   | 9両                                                    | 9両                                                    |                                                        |                                                        | -                                                      | 気動車で代替                                           |
| 東京鉄道局                                                 | 高崎鉄道管理局                                         | 高崎機関区→高崎第一機関区                              | 4両                                                    |                                                        |                                                        | 4両                                                    |                                                        |                                                        |                                                        |                                                        |
| 東京鉄道局                                                 | 高崎鉄道管理局 →東京北鉄道管理局                       | 小山機関区                                             | 10両                                                   |                                                        |                                                        | 1両                                                    |                                                        |                                                        |                                                        |                                                        |
| 東京鉄道局                                                 | 東京鉄道管理局 →東京北鉄道管理局                       | 田端機関区                                             | 10両                                                   |                                                        |                                                        |                                                        |                                                        |                                                        |                                                        |                                                        |
| 東京鉄道局                                                 | 東京鉄道管理局 →東京北鉄道管理局                       | 尾久支区→機関区                                        | -                                                      |                                                        |                                                        | 3両                                                    |                                                        |                                                        | -                                                      |                                                        |
| 東京鉄道局                                                 | 東京鉄道管理局 →東京北鉄道管理局                       | 大宮機関区                                             | 6両                                                    |                                                        |                                                        |                                                        |                                                        |                                                        |                                                        |                                                        |
| 東京鉄道局                                                 | 東京鉄道管理局 →東京南鉄道管理局                       | 品川機関区                                             | 1両                                                    |                                                        |                                                        | 5両                                                    | 9両                                                    | 9両                                                    |                                                        |                                                        |
| 東京鉄道局                                                 | 東京鉄道管理局 →東京南鉄道管理局                       | 新鶴見機関区                                           |                                                        | 2両                                                    | 2両                                                    | 2両                                                    |                                                        |                                                        |                                                        |                                                        |
| 東京鉄道局                                                 | 東京鉄道管理局 →東京南鉄道管理局                       | 高島機関区→横浜機関区                                  |                                                        | 7両                                                    |                                                        | 2両                                                    | 6両                                                    | 20両                                                   | -                                                      |                                                        |
| 東京鉄道局                                                 | 東京鉄道管理局 →東京南鉄道管理局                       | 茅ヶ崎機関区                                           | -                                                      |                                                        |                                                        |                                                        |                                                        | 1両                                                    |                                                        |                                                        |
| 東京鉄道局                                                 | 東京鉄道管理局 →東京南鉄道管理局                       | 国府津機関区                                           |                                                        |                                                        |                                                        | 2両                                                    |                                                        |                                                        |                                                        |                                                        |
| 東京鉄道局                                                 | 静岡鉄道管理局                                         | 沼津機関区                                             |                                                        |                                                        |                                                        |                                                        | 3(3)両                                                 | 2(2)両                                                 |                                                        |                                                        |
| 東京鉄道局                                                 | 東京鉄道管理局 →東京西鉄道管理局                       | 飯田町支区→機関区                                      | 1両                                                    |                                                        |                                                        | 2両                                                    | 3両                                                    |                                                        |                                                        |                                                        |
| 東京鉄道局                                                 | 東京鉄道管理局 →東京西鉄道管理局                       | 八王子機関区                                           |                                                        |                                                        |                                                        | 6両                                                    | 13両                                                   | 12両                                                   |                                                        |                                                        |
| 仙台→新潟鉄道局                                            | 秋田鉄道管理局                                         | 横手機関区                                             | -                                                      | 11両                                                   | 7両                                                    |                                                        |                                                        | 2(2)両                                                 |                                                        |                                                        |
| 仙台→新潟鉄道局                                            | 秋田鉄道管理局                                         | 秋田機関区                                             | 16両                                                   |                                                        |                                                        | 4両                                                    | 6(6)両                                                 | 5(5)両                                                 | 1(1)両                                                 |                                                        |
| 仙台→新潟鉄道局                                            | 秋田鉄道管理局                                         | 機織支区→東能代支区→機関区                             |                                                        | 6両                                                    | 5両                                                    | 6両                                                    | 6両                                                    | 1両                                                    | 1(1)両                                                 |                                                        |
| 仙台→新潟鉄道局                                            | 秋田鉄道管理局                                         | 五能線管理所                                           | -                                                      | -                                                      | -                                                      | -                                                      | -                                                      | 13両                                                   | 9両                                                    |                                                        |
| 仙台→新潟鉄道局                                            | 秋田鉄道管理局                                         | 大館機関区                                             | 10両                                                   |                                                        |                                                        |                                                        | 5両                                                    | 4両                                                    | 3両                                                    |                                                        |
| 仙台→新潟鉄道局                                            | 秋田鉄道管理局                                         | 米沢機関区                                             | 7両                                                    | 7両                                                    | 10両                                                   | 3両                                                    |                                                        |                                                        |                                                        |                                                        |
| 仙台→新潟鉄道局                                            | 秋田鉄道管理局                                         | 新庄機関区                                             | 11両                                                   | 12両                                                   | 4両                                                    |                                                        |                                                        | 3(2)両                                                 |                                                        |                                                        |
| 仙台→新潟鉄道局                                            | 長野鉄道管理局                                         | 十日町支区                                             |                                                        |                                                        | 1両                                                    | 2両                                                    | 3両                                                    |                                                        |                                                        |                                                        |
| 仙台→新潟鉄道局                                            | 新潟鉄道管理局                                         | 酒田機関区                                             | 20両                                                   | 8両                                                    |                                                        |                                                        |                                                        |                                                        |                                                        |                                                        |
| 仙台→新潟鉄道局                                            | 新潟鉄道管理局                                         | 新津機関区                                             | 21両                                                   | 12両                                                   | 11両                                                   | 8両                                                    | 3(3)両                                                 | 2(2)両                                                 |                                                        | C51形で代替                                            |
| 仙台→新潟鉄道局                                            | 新潟鉄道管理局                                         | 村上支区                                               | 6両                                                    |                                                        | -                                                      | -                                                      | -                                                      |                                                        |                                                        |                                                        |
| 仙台→新潟鉄道局                                            | 新潟鉄道管理局                                         | 坂町機関区                                             | -                                                      | 5両                                                    | 5両                                                    |                                                        |                                                        |                                                        |                                                        |                                                        |
| 仙台→新潟鉄道局                                            | 新潟鉄道管理局                                         | 新潟機関区                                             |                                                        |                                                        |                                                        |                                                        | 2(2)両                                                 | 4(4)両                                                 |                                                        |                                                        |
| 仙台→新潟鉄道局                                            | 新潟鉄道管理局                                         | 長岡→長岡第一機関区                                    | 10両                                                   | 9両                                                    |                                                        | 3両                                                    |                                                        |                                                        |                                                        |                                                        |
| 名古屋→新潟鉄道局                                          | 新潟鉄道管理局                                         | 直江津機関区                                           |                                                        | 3両                                                    |                                                        | 3両                                                    |                                                        |                                                        |                                                        |                                                        |
| 名古屋→新潟鉄道局                                          | 金沢鉄道管理局                                         | 糸魚川機関区                                           | 6両                                                    |                                                        |                                                        |                                                        |                                                        |                                                        |                                                        |                                                        |
| 名古屋→新潟鉄道局                                          | 長野鉄道管理局                                         | 長野機関区                                             |                                                        |                                                        |                                                        |                                                        | 4(4)両                                                 | 4(4)両                                                 | 5両                                                    |                                                        |
| 名古屋→新潟鉄道局                                          | 長野鉄道管理局                                         | 飯山機関区                                             | -                                                      |                                                        |                                                        |                                                        |                                                        | 1両                                                    |                                                        |                                                        |
| 名古屋鉄道局                                               | 長野鉄道管理局                                         | 塩尻支区                                               | -                                                      | -                                                      |                                                        |                                                        | 3(3)両                                                 | 4(4)両                                                 |                                                        |                                                        |
| 名古屋鉄道局                                               | 静岡鉄道管理局                                         | 静岡機関区                                             |                                                        |                                                        |                                                        |                                                        | 2(2)両                                                 | 1両                                                    |                                                        |                                                        |
| 名古屋鉄道局                                               | 静岡鉄道管理局                                         | 豊橋機関区                                             | -                                                      | -                                                      |                                                        |                                                        | 3(3)両                                                 |                                                        |                                                        |                                                        |
| 名古屋鉄道局                                               | 静岡鉄道管理局                                         | 遠江二俣機関区                                         | -                                                      | -                                                      | 11両                                                   | 9両                                                    | 9両                                                    | 11両                                                   |                                                        | C58形で代替                                            |
| 名古屋鉄道局                                               | 名古屋管理鉄道局                                       | 名古屋機関区                                           | 21両                                                   |                                                        |                                                        |                                                        | 2(2)両                                                 |                                                        |                                                        |                                                        |
| 名古屋鉄道局                                               | 名古屋管理鉄道局                                       | 美濃太田機関区                                         | -                                                      | 10両                                                   | 4両                                                    |                                                        |                                                        |                                                        |                                                        |                                                        |
| 名古屋鉄道局                                               | 名古屋管理鉄道局                                       | 稲沢機関区→稲沢第一機関区                              |                                                        |                                                        |                                                        | 8両                                                    | 3両                                                    |                                                        |                                                        |                                                        |
| 名古屋鉄道局                                               | 名古屋管理鉄道局                                       | 米原機関区                                             |                                                        |                                                        |                                                        | 7(7)両                                                 | 7(7)両                                                 | 8(6)両                                                 |                                                        |                                                        |
| 名古屋鉄道局                                               | 名古屋管理鉄道局                                       | 高山機関区                                             |                                                        | 15両                                                   | 9両                                                    |                                                        |                                                        |                                                        |                                                        |                                                        |
| 名古屋鉄道局                                               | 名古屋管理鉄道局                                       | 多治見支区→機関区                                      | -                                                      |                                                        |                                                        |                                                        | 2(2)両                                                 | 1(1)両                                                 |                                                        |                                                        |
| 名古屋鉄道局                                               | 金沢鉄道管理局                                         | 敦賀→敦賀第一機関区                                    | 12両                                                   | 12両                                                   | 15両                                                   | 8両                                                    | 5(5)両                                                 | 4(3)両                                                 |                                                        |                                                        |
| 名古屋鉄道局                                               | 金沢鉄道管理局                                         | 福井機関区                                             | 5両                                                    |                                                        |                                                        |                                                        | 4(4)両                                                 | 5(4)両                                                 | 2(2)両                                                 |                                                        |
| 名古屋鉄道局                                               | 金沢鉄道管理局                                         | 金沢機関区                                             | 9両                                                    | 9両                                                    |                                                        | 3両                                                    | 6(6)両                                                 | 4(4)両                                                 |                                                        |                                                        |
| 名古屋鉄道局                                               | 金沢鉄道管理局                                         | 富山機関区                                             | 15両                                                   |                                                        |                                                        |                                                        |                                                        |                                                        |                                                        |                                                        |
| 名古屋鉄道局                                               | 金沢鉄道管理局                                         | 高岡機関区                                             |                                                        |                                                        |                                                        |                                                        |                                                        | 6(5)両                                                 |                                                        |                                                        |
| 名古屋鉄道局                                               | 金沢鉄道管理局                                         | 七尾機関区                                             | -                                                      |                                                        | 14両                                                   | 1両                                                    |                                                        | 1両                                                    |                                                        | C58形で代替                                            |
| 大阪鉄道局                                                 | 天王寺鉄道管理局                                       | 湊町機関区→駐泊所                                      | 2両                                                    | 3両                                                    |                                                        |                                                        |                                                        | 2(2)両                                                 |                                                        |                                                        |
| 大阪鉄道局                                                 | 天王寺鉄道管理局                                       | 王子機関区                                             | 23両                                                   | 21両                                                   | 23両                                                   | 2両                                                    | 3(3)両                                                 | 2(1)両                                                 |                                                        | C58形で代替                                            |
| 大阪鉄道局                                                 | 天王寺鉄道管理局                                       | 五條駐泊所→支区                                        |                                                        |                                                        |                                                        |                                                        | 2両                                                    | 1両                                                    |                                                        |                                                        |
| 大阪鉄道局                                                 | 天王寺鉄道管理局                                       | 竜華機関区                                             | -                                                      | -                                                      | 15両                                                   | 18両                                                   | 21(5)両                                                | 21(4)両                                                | 3両                                                    |                                                        |
| 大阪鉄道局                                                 | 天王寺鉄道管理局                                       | 山田機関区                                             | 12両                                                   |                                                        |                                                        |                                                        |                                                        |                                                        |                                                        |                                                        |
| 大阪鉄道局                                                 | 天王寺鉄道管理局                                       | 長島支区→紀伊長島機関区                                | 4両                                                    |                                                        |                                                        |                                                        |                                                        |                                                        |                                                        |                                                        |
| 大阪鉄道局                                                 | 天王寺鉄道管理局                                       | 奈良機関区→気動車区→運転所                             | 15両                                                   | 11両                                                   |                                                        | 9両                                                    | 3(1)両                                                 | 3(2)両                                                 | 1(1)両                                                 |                                                        |
| 大阪鉄道局                                                 | 天王寺鉄道管理局                                       | 和歌山機関区                                           | 1両                                                    | 15両                                                   | 15                                                     |                                                        | 3(3)両                                                 | 4(3)両                                                 | 1両                                                    | C58形で代替                                            |
| 大阪鉄道局                                                 | 天王寺鉄道管理局                                       | 紀伊田辺機関区                                         | -                                                      | -                                                      |                                                        |                                                        |                                                        | 1(1)両                                                 |                                                        |                                                        |
| 大阪鉄道局                                                 | 福知山鉄道管理局                                       | 福知山機関区                                           | 7両                                                    | 7両                                                    |                                                        |                                                        |                                                        |                                                        |                                                        |                                                        |
| 大阪鉄道局                                                 | 福知山鉄道管理局                                       | 舞鶴→西舞鶴支区→機関区                                 | 5両                                                    |                                                        |                                                        |                                                        | 2両                                                    |                                                        | -                                                      |                                                        |
| 大阪鉄道局                                                 | 福知山鉄道管理局                                       | 豊岡機関区                                             | 20両                                                   | 20両                                                   | 10両                                                   | 9両                                                    | 8両                                                    | 5両                                                    |                                                        |                                                        |
| 大阪鉄道局                                                 | 福知山鉄道管理局                                       | 和田山支区                                             | 1両                                                    |                                                        |                                                        |                                                        |                                                        | 1(1)両                                                 | -                                                      |                                                        |
| 大阪鉄道局                                                 | 米子鉄道管理局                                         | 鳥取機関区                                             |                                                        | 7両                                                    | 6両                                                    | 7両                                                    | 7両                                                    | 3両                                                    | 1両                                                    |                                                        |
| 大阪鉄道局                                                 | 米子鉄道管理局                                         | 米子機関区                                             | 27両                                                   | 20両                                                   | 19両                                                   | 16両                                                   | 5両                                                    | 5両                                                    | 4両                                                    |                                                        |
| 大阪鉄道局                                                 | 米子鉄道管理局                                         | 浜田機関区                                             |                                                        | 12両                                                   |                                                        |                                                        |                                                        |                                                        |                                                        |                                                        |
| 大阪鉄道局                                                 | 大阪鉄道管理局                                         | 梅小路機関区                                           | 14両                                                   | 7両                                                    | 9両                                                    | 13両                                                   | 12両                                                   | 7両                                                    | 3両                                                    |                                                        |
| 大阪鉄道局                                                 | 大阪鉄道管理局                                         | 吹田→吹田第一機関区                                    | 7両                                                    |                                                        |                                                        |                                                        | 4両                                                    | 7両                                                    |                                                        |                                                        |
| 大阪鉄道局                                                 | 大阪鉄道管理局                                         | 梅田支区→機関区                                        |                                                        |                                                        |                                                        |                                                        | 6両                                                    |                                                        |                                                        |                                                        |
| 大阪鉄道局                                                 | 大阪鉄道管理局                                         | 宮原機関区                                             |                                                        |                                                        | 1両                                                    |                                                        |                                                        |                                                        |                                                        |                                                        |
| 大阪鉄道局                                                 | 大阪鉄道管理局                                         | 鷹取機関区                                             |                                                        |                                                        |                                                        | 6両                                                    | 7両                                                    | 13(7)両                                                | -                                                      |                                                        |
| 大阪鉄道局                                                 | 大阪鉄道管理局                                         | 東灘支区                                               |                                                        |                                                        | 7両                                                    | 12両                                                   | 12両                                                   | 12(2)両                                                | -                                                      |                                                        |
| 大阪→広島鉄道局                                            | 大阪鉄道管理局                                         | 姫路→姫路第一機関区                                    | 11両                                                   | 3両                                                    |                                                        |                                                        |                                                        |                                                        |                                                        |                                                        |
| 大阪→広島鉄道局                                            | 岡山鉄道管理局                                         | 岡山機関区                                             | 12両                                                   |                                                        | 1両                                                    | 4(1)両                                                 | 1(1)両                                                 | 3(3)両                                                 |                                                        |                                                        |
| 大阪→広島鉄道局                                            | 岡山鉄道管理局                                         | 宇野駐泊所                                             | -                                                      | -                                                      |                                                        |                                                        | 4(4)両                                                 | 4(4)両                                                 |                                                        |                                                        |
| 大阪→広島鉄道局                                            | 岡山鉄道管理局                                         | 糸崎機関区                                             |                                                        | 2両                                                    |                                                        |                                                        | 3(3)両                                                 |                                                        |                                                        |                                                        |
| 大阪→広島鉄道局                                            | 岡山鉄道管理局                                         | 福山駐泊所→支区                                        | -                                                      | -                                                      |                                                        |                                                        | 2(2)両                                                 |                                                        |                                                        |                                                        |
| 大阪→広島鉄道局                                            | 岡山鉄道管理局                                         | 津山機関区                                             | 5両                                                    | 15両                                                   | 18両                                                   | 17両                                                   | 19両                                                   | 21両                                                   |                                                        |                                                        |
| 大阪→広島鉄道局                                            | 岡山鉄道管理局                                         | 新見機関区                                             | 9両                                                    | 18両                                                   | 12両                                                   | 9両                                                    | 5両                                                    | 4両                                                    |                                                        |                                                        |
| 大阪→広島→四国鉄道局                                       | 四国鉄道管理局 →四国支社                               | 多度津支区                                             | 6両                                                    | -                                                      |                                                        |                                                        | 1(1)両                                                 | 1(1)両                                                 | -                                                      |                                                        |
| 大阪→広島→四国鉄道局                                       | 四国鉄道管理局 →四国支社                               | 高松機関区                                             |                                                        | 21両                                                   | 23両                                                   | 24両                                                   | 23(1)両                                                | 18(3)両                                                |                                                        |                                                        |
| 大阪→広島→四国鉄道局                                       | 四国鉄道管理局 →四国支社                               | 松山機関区                                             |                                                        |                                                        | 17両                                                   | 22両                                                   | 19両                                                   | 12                                                     |                                                        |                                                        |
| 大阪→広島→四国鉄道局                                       | 四国鉄道管理局 →四国支社                               | 宇和島機関区                                           | -                                                      |                                                        |                                                        | 6両                                                    | 5両                                                    | 5両                                                    |                                                        |                                                        |
| 大阪→広島→四国鉄道局                                       | 四国鉄道管理局 →四国支社                               | 小松島機関区→支区                                      |                                                        |                                                        | 13両                                                   | 16両                                                   | 14両                                                   | 14両                                                   | 5両                                                    |                                                        |
| 大阪→広島→四国鉄道局                                       | 四国鉄道管理局 →四国支社                               | 高知機関区                                             |                                                        | 16両                                                   | 10両                                                   |                                                        | 7両                                                    | 5両                                                    | 1両                                                    |                                                        |
| 門司→広島鉄道局                                            | 米子鉄道管理局                                         | 石見益田駐泊所→石見益田機関区 →益田機関区              |                                                        |                                                        | 14両                                                   | 7両                                                    |                                                        | 1(1)両                                                 |                                                        |                                                        |
| 門司→広島鉄道局                                            | 広島鉄道管理局 →中国支社                               | 津和野機関区                                           | 7両                                                    | 11両                                                   | 9両                                                    | 9両                                                    |                                                        |                                                        |                                                        |                                                        |
| 門司→広島鉄道局                                            | 広島鉄道管理局 →中国支社                               | 下関機関区→運転所                                      |                                                        |                                                        |                                                        |                                                        | 7(7)両                                                 | 6(6)両                                                 | 3(3)両                                                 |                                                        |
| 門司→広島鉄道局                                            | 広島鉄道管理局 →中国支社                               | 正明市→長門機関区                                      | 12両                                                   | 21両                                                   | 17両                                                   | 12両                                                   | 4両                                                    |                                                        |                                                        |                                                        |
| 門司→広島鉄道局                                            | 広島鉄道管理局 →中国支社                               | 厚狭駐泊所→厚狭機関区                                  |                                                        |                                                        |                                                        | 2両                                                    | 9両                                                    | 12両                                                   |                                                        |                                                        |
| 門司→広島鉄道局                                            | 広島鉄道管理局 →中国支社                               | 小郡機関区                                             |                                                        | 2両                                                    |                                                        | 1両                                                    | 5(3)両                                                 | 6(6)両                                                 |                                                        |                                                        |
| 門司→広島鉄道局                                            | 広島鉄道管理局 →中国支社                               | 備後十日市→三好機関区 →芸備線管理所                    |                                                        | 2両                                                    | 16両                                                   | 24(2)両                                                | 19(2)両                                                | 16(1)両                                                | 5両                                                    |                                                        |
| 門司鉄道局                                                 | 門司鉄道管理局                                         | 大里機関区→門司機関区                                  | 2両                                                    |                                                        |                                                        |                                                        | 6(6)両                                                 |                                                        |                                                        |                                                        |
| 門司鉄道局                                                 | 門司鉄道管理局                                         | 行橋機関区                                             | 6両                                                    | 4両                                                    | 13両                                                   | 12両                                                   |                                                        |                                                        |                                                        |                                                        |
| 門司鉄道局                                                 | 門司鉄道管理局                                         | 若松機関区                                             | 11両                                                   | 7両                                                    | 6両                                                    | 6両                                                    | 8両                                                    | 12両                                                   | 5両                                                    |                                                        |
| 門司鉄道局                                                 | 門司鉄道管理局                                         | 直方機関区                                             | 8両                                                    | 13両                                                   | 1両                                                    |                                                        | 2両                                                    |                                                        |                                                        |                                                        |
| 門司鉄道局                                                 | 門司鉄道管理局                                         | 鳥栖機関区                                             |                                                        | 2両                                                    | 2両                                                    |                                                        | 4(4)両                                                 | 4(4)両                                                 | 4両                                                    |                                                        |
| 門司鉄道局                                                 | 門司鉄道管理局                                         | 吉塚支区→機関区                                        | -                                                      |                                                        | 3両                                                    | 11両                                                   | 10両                                                   | 10両                                                   |                                                        |                                                        |
| 門司鉄道局                                                 | 門司鉄道管理局                                         | 西唐津機関区                                           |                                                        |                                                        | 12両                                                   | 5両                                                    | 8両                                                    | 5両                                                    |                                                        |                                                        |
| 門司鉄道局                                                 | 門司鉄道管理局                                         | 早岐機関区                                             | 12両                                                   | 6両                                                    | 1両                                                    |                                                        | 4(4)両                                                 | 5両                                                    | 7両                                                    |                                                        |
| 門司鉄道局                                                 | 門司鉄道管理局                                         | 伊万里支区                                             | -                                                      | -                                                      | 8両                                                    | 9両                                                    | 8両                                                    | 6両                                                    |                                                        |                                                        |
| 門司鉄道局                                                 | 門司鉄道管理局                                         | 長崎機関区                                             |                                                        |                                                        |                                                        |                                                        |                                                        | 4(4)両                                                 |                                                        |                                                        |
| 門司鉄道局                                                 | 門司鉄道管理局                                         | 運転以外使用車                                         |                                                        |                                                        |                                                        |                                                        |                                                        | 2両                                                    |                                                        |                                                        |
| 門司鉄道局                                                 | 熊本鉄道管理局                                         | 熊本機関区                                             | 7両                                                    | 9両                                                    |                                                        |                                                        |                                                        |                                                        |                                                        |                                                        |
| 門司鉄道局                                                 | 熊本鉄道管理局                                         | 高森駐泊所                                             | 1両                                                    |                                                        |                                                        |                                                        |                                                        |                                                        | -                                                      |                                                        |
| 門司鉄道局                                                 | 熊本鉄道管理局                                         | 人吉機関区                                             | 7両                                                    | 4両                                                    | 9両                                                    | 11両                                                   | 9両                                                    | 9両                                                    | 2両                                                    |                                                        |
| 門司鉄道局                                                 | 大分鉄道管理局                                         | 南延岡機関区                                           | 13両                                                   | 10両                                                   | 9両                                                    | 9両                                                    | 3両                                                    | 3両                                                    | 3両                                                    |                                                        |
| 門司鉄道局                                                 | 大分鉄道管理局                                         | 大分機関区                                             | 22両                                                   | 10両                                                   | 12両                                                   | 12両                                                   | 2(2)両                                                 | 4(2)両                                                 | 3(1)両                                                 |                                                        |
| 門司鉄道局                                                 | 大分鉄道管理局                                         | 柳ヶ浦支区→機関区                                      | 2両                                                    | 1両                                                    |                                                        | 3両                                                    | 3両                                                    | 1両                                                    |                                                        |                                                        |
| 門司鉄道局                                                 | 大分鉄道管理局                                         | 豊後森機関区                                           | -                                                      | 14両                                                   | 10両                                                   | 11両                                                   | 14両                                                   | 13両                                                   | 5両                                                    |                                                        |
| 門司鉄道局                                                 | 鹿児島鉄道管理局                                       | 都城支区                                               |                                                        |                                                        |                                                        | 4両                                                    | 6両                                                    | 3両                                                    |                                                        |                                                        |
| 門司鉄道局                                                 | 鹿児島鉄道管理局                                       | 出水機関区                                             | 12両                                                   |                                                        |                                                        |                                                        |                                                        |                                                        |                                                        |                                                        |
| 門司鉄道局                                                 | 鹿児島鉄道管理局                                       | 鹿児島機関区                                           | 1両                                                    | 8両                                                    |                                                        | 2両                                                    | 2(2)両                                                 | 3(2)両                                                 | 3(3)両                                                 |                                                        |
| 門司鉄道局                                                 | 鹿児島鉄道管理局                                       | 吉松機関区                                             | 12両                                                   | 9両                                                    | 10両                                                   | 12両                                                   | 7両                                                    | 1両                                                    |                                                        |                                                        |
| 門司鉄道局                                                 | 鹿児島鉄道管理局                                       | 宮崎機関区                                             |                                                        | 9両                                                    | 4両                                                    |                                                        |                                                        |                                                        |                                                        |                                                        |
| 計                                                         | 計                                                     | 計                                                     | 670両                                                  | 670両                                                  | 685(7)両                                               | 636(21)両                                              | 637(128)両                                             | 577(133)両                                             | 115(21)両                                              |                                                        |
| 1. 2. 3. 4. 5. 6. 7. 8. 9. 10. 11. 12. 13. 14. 15. 16. 17. |                                                        |                                                        |                                                        |                                                        |                                                        |                                                        |                                                        |                                                        |                                                        |                                                        |

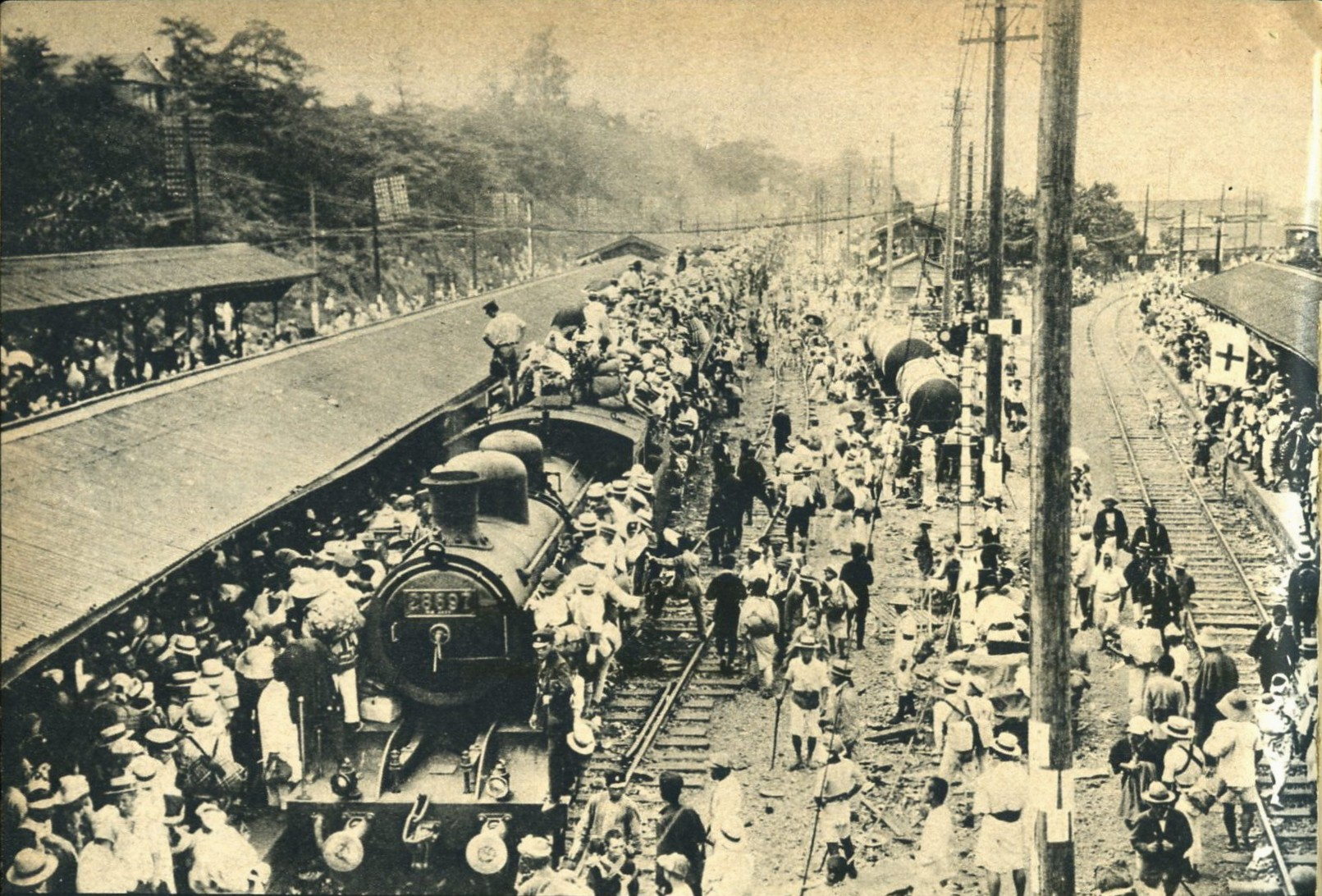
関東大震災後に東京からの避難者を輸送する列車を牽引する28697号機、連結器がネジ式連結器である。日暮里駅、1923年9月
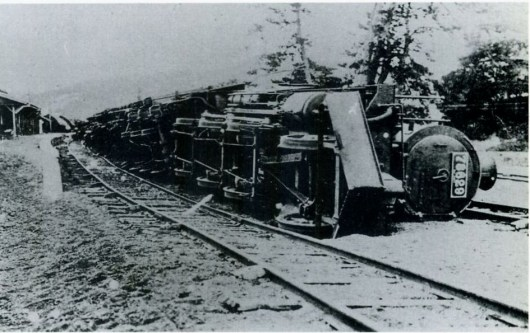
北丹後地震により宮津線網野駅構内で横転した78629号機。1927年3月
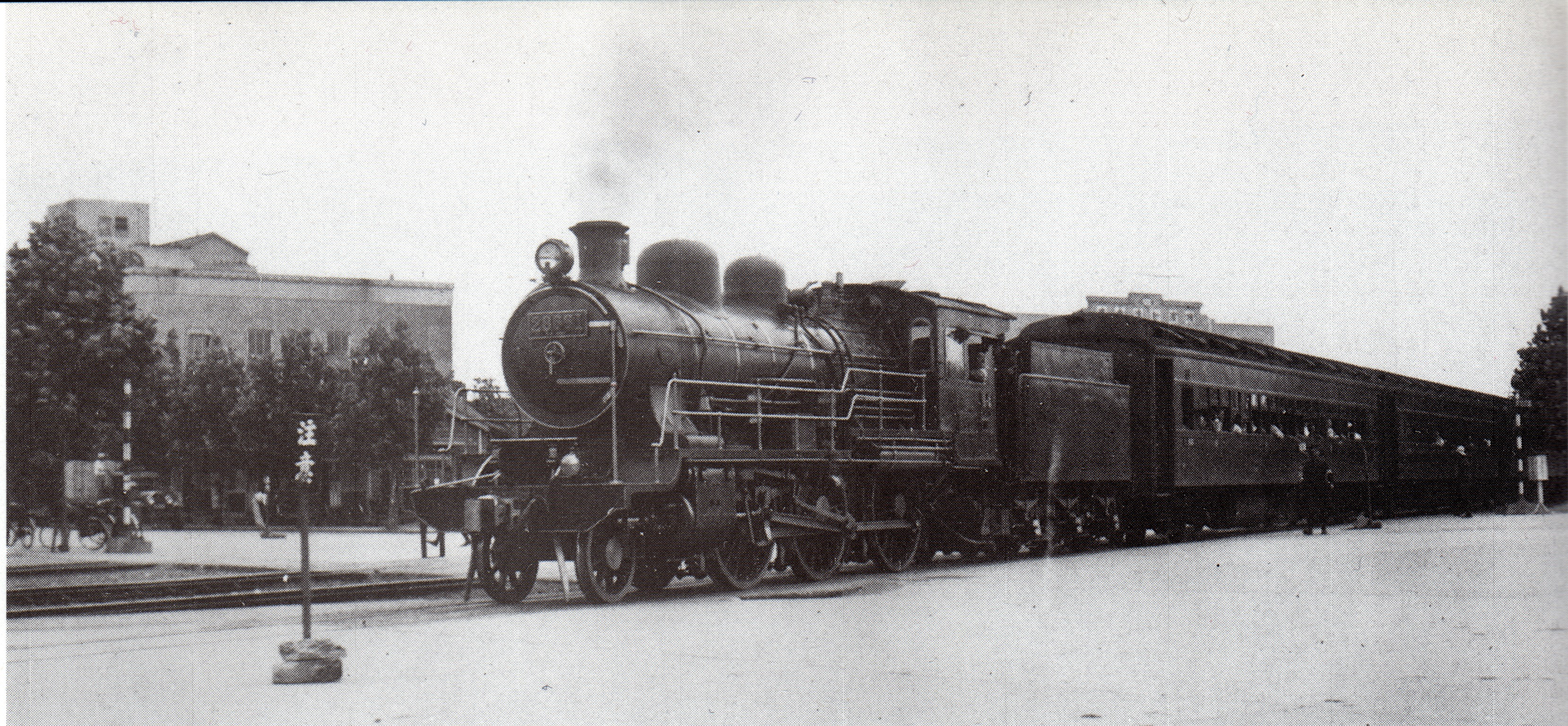
ボート・トレインを牽引して横浜港駅を東京に向け出発するお召指定機の28661号機。歩み板の手摺や各部の磨出しが特徴。1935年頃
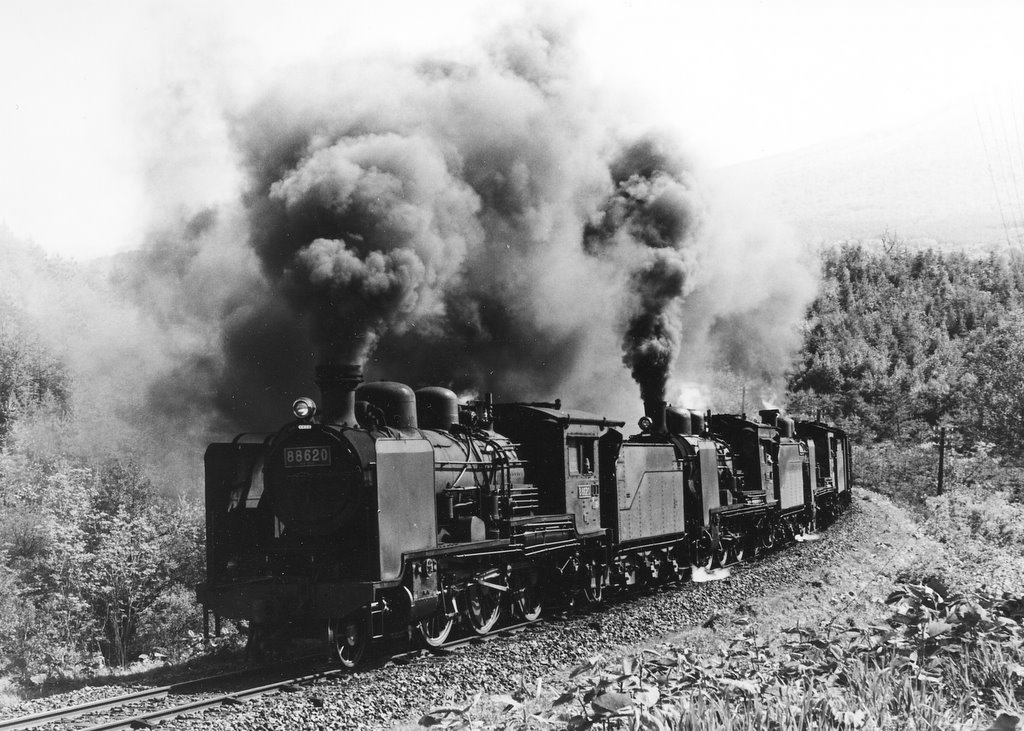
花輪線で88620号機ほか8620形三重連が牽引する列車。1971年6月
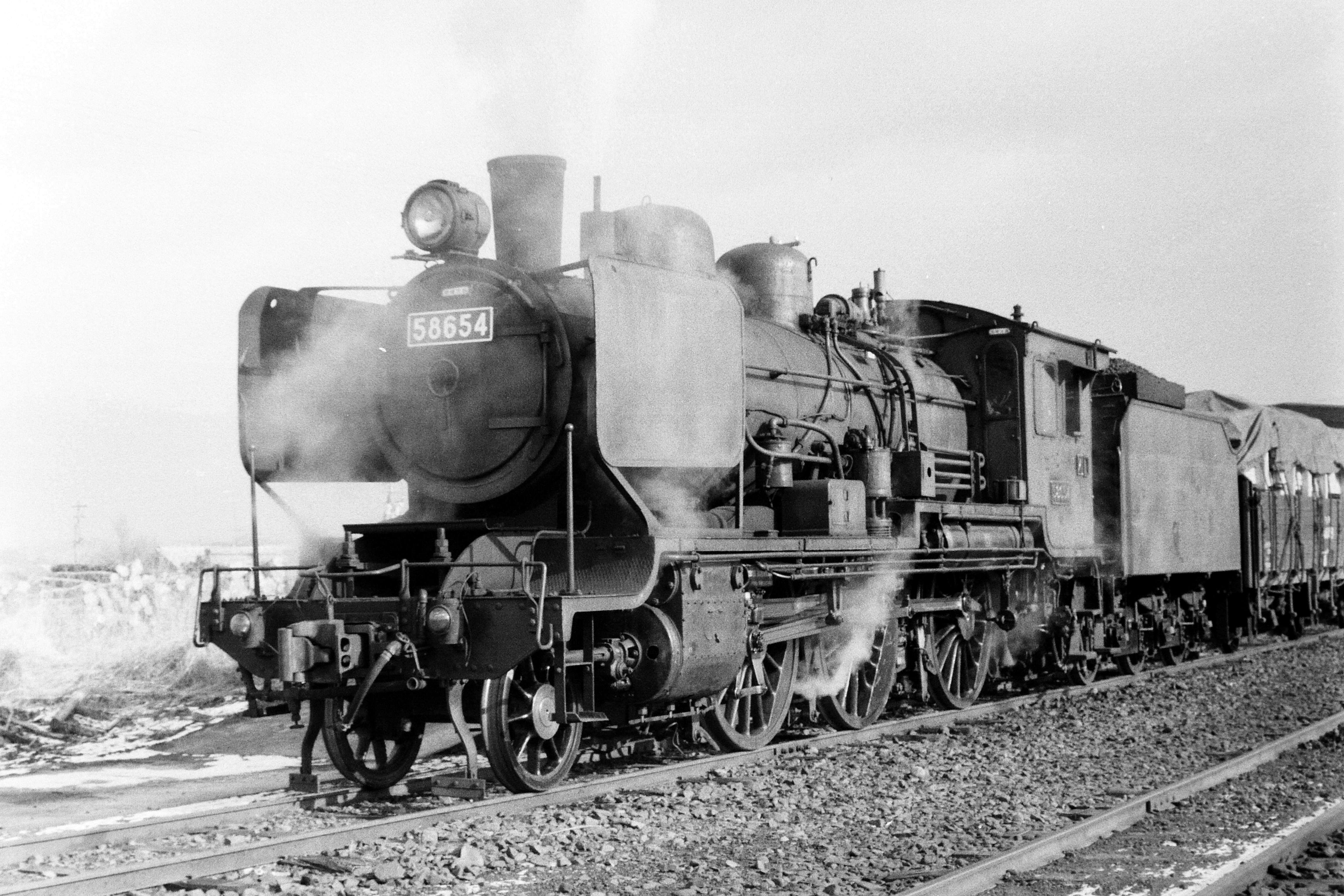
湯前線多良木駅に停車する58654号機が牽引する列車

## 譲渡
民間に譲渡された機体は羽幌炭礦鉄道の2両 (8653, 58629号機) のみである。

### 羽幌炭礦鉄道8620形
羽幌炭礦鉄道の8653号機は1957年3月15日に北見機関区で廃車となったものを1958年3月14日認可、同年6月9日竣工で、58629号機は1959年3月4日に湧別機関区で廃車となったものを同年10月22日認可、12月10日認可で導入されている。同時期の1955年1月29日認可、8月1日竣工で導入されたC111号機とともに従来の機関車を置換えており、8100形の8114号機および8110号機がが1959年8月26日に、 9040形9042号機が1958年2月20日に廃車となっている。当初は混合列車、客貨分離後は貨物列車牽引用となり、8653号機は1970年に廃車となり、同線が廃止される1971年12月まで使用された。両機の運転台は、寒冷地での使用に備えて密閉式に改造されていた。

## 保存機

### 動態保存機

#### 8630号機
8630号機は京都市の京都鉄道博物館に保存されている。本機は1914年汽車会社製で、梅小路蒸気機関車館開館の時点で車籍を有する8620形の中では最も番号の若い車両であり、1972年9月14日に梅小路蒸気機関車館へ保存された。1979年3月28日に廃車となったため営業路線上を運行できないが、館内の線路上で「スチーム号」を牽引して走行することがある。2006年に『梅小路の蒸気機関車群と関連施設』として準鉄道記念物に指定された。

#### 58654号機（運行終了）
1922年日立製作所笠戸工場製の58654号機は、1988年にJR九州により静態保存から動態保存に変更されて豊肥本線を運行するあそBOYとして運用された後、2009年より肥薩線を運行する「SL人吉」に運用されたが、2024年3月に運行を終了すると発表した。

#### 鬼滅の刃と無限列車
2020年の大ヒット漫画『鬼滅の刃』およびアニメ映画『劇場版 鬼滅の刃 無限列車編』に登場する無限列車は、本形式に類似した機関車が牽引しており、58654号機による「SL鬼滅の刃」が2020年の11月と12月に運行、続いて8630号機が2020年12月26日から2021年3月14日まで、それぞれナンバープレートを無限列車と同じ「無限」に交換。JR九州では指定席が即完売となった。

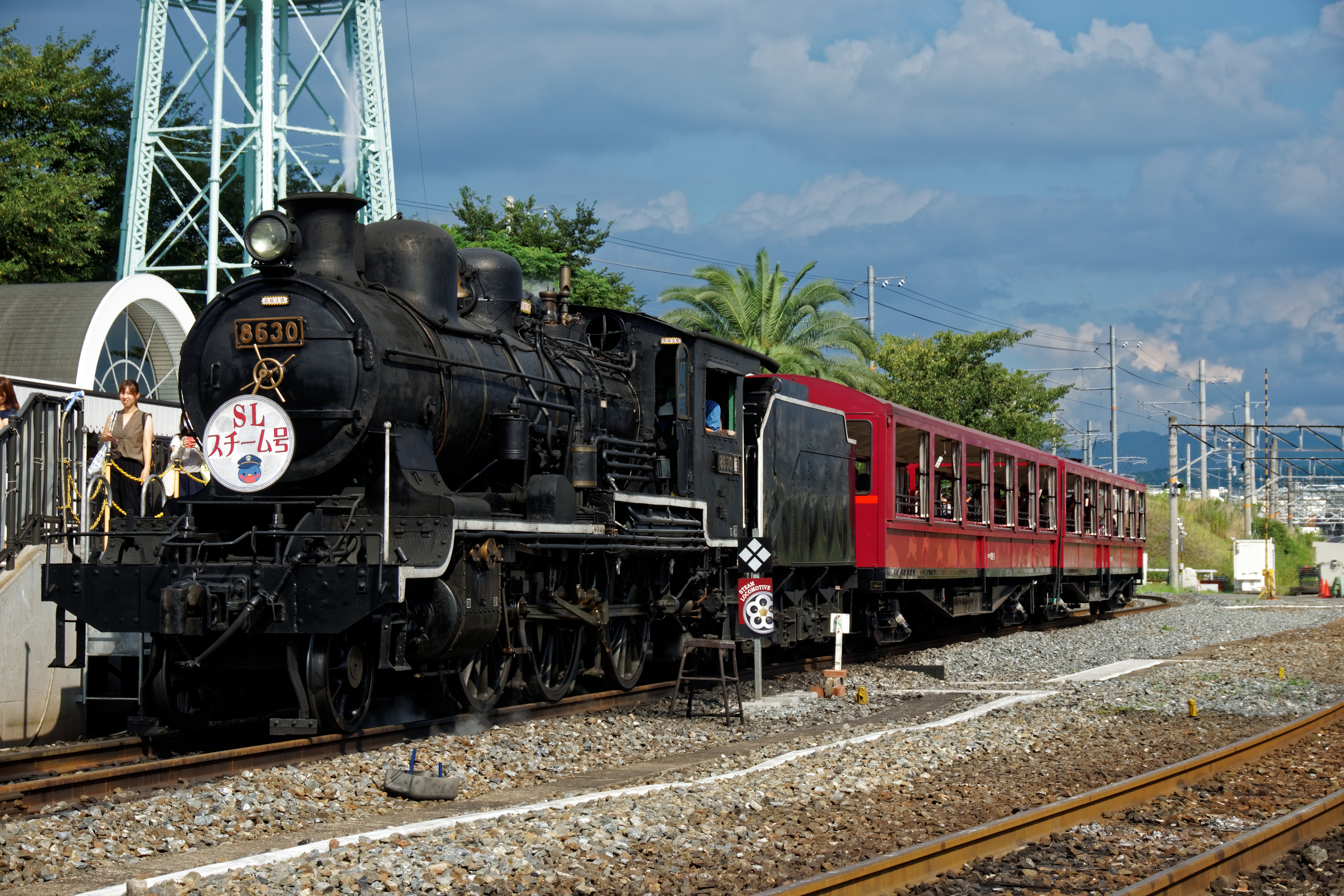
8630号機が牽引する「SLスチーム号」、2016年
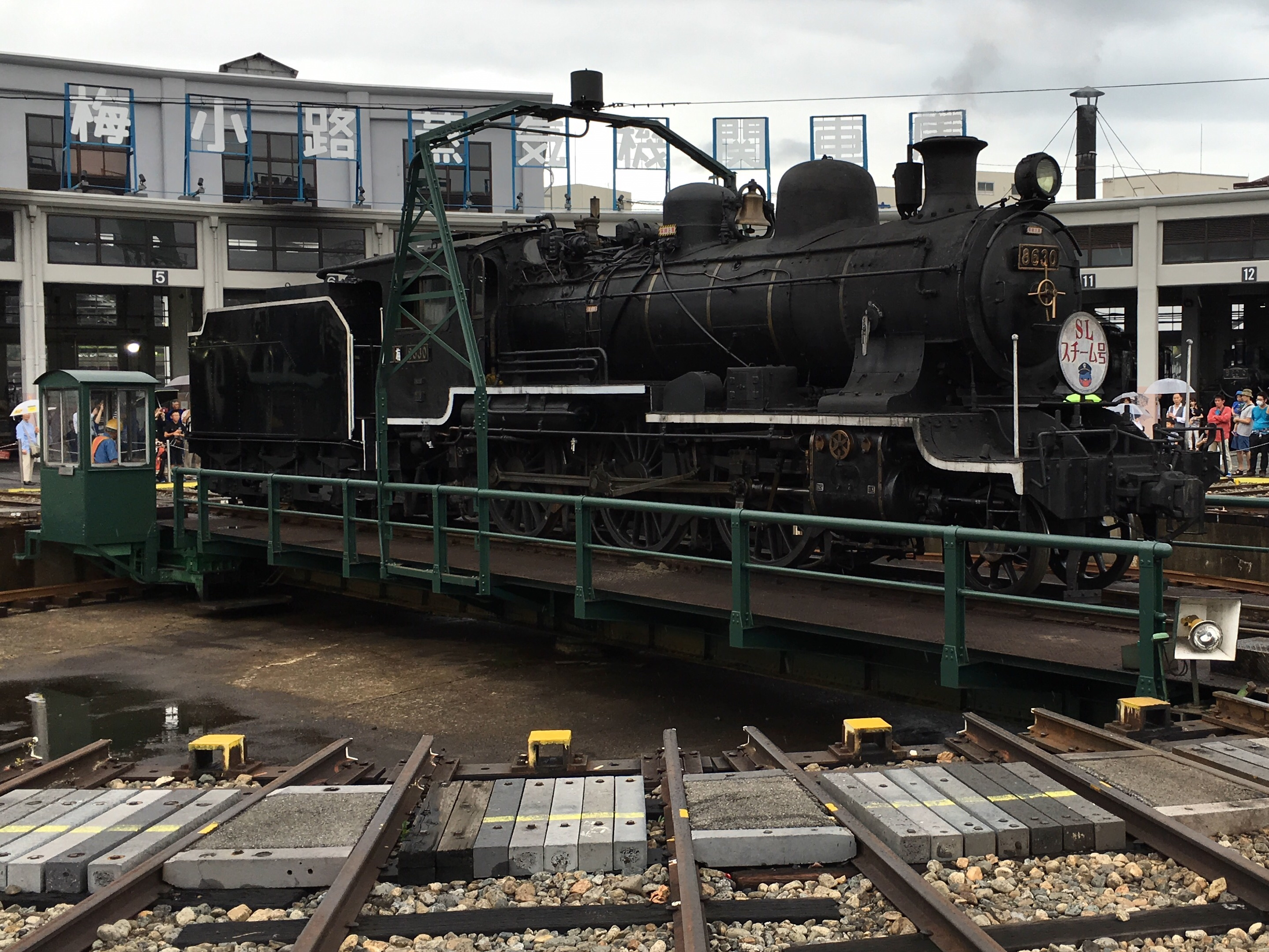
梅小路蒸気機関車庫の転車台に載る8630号機、2016年
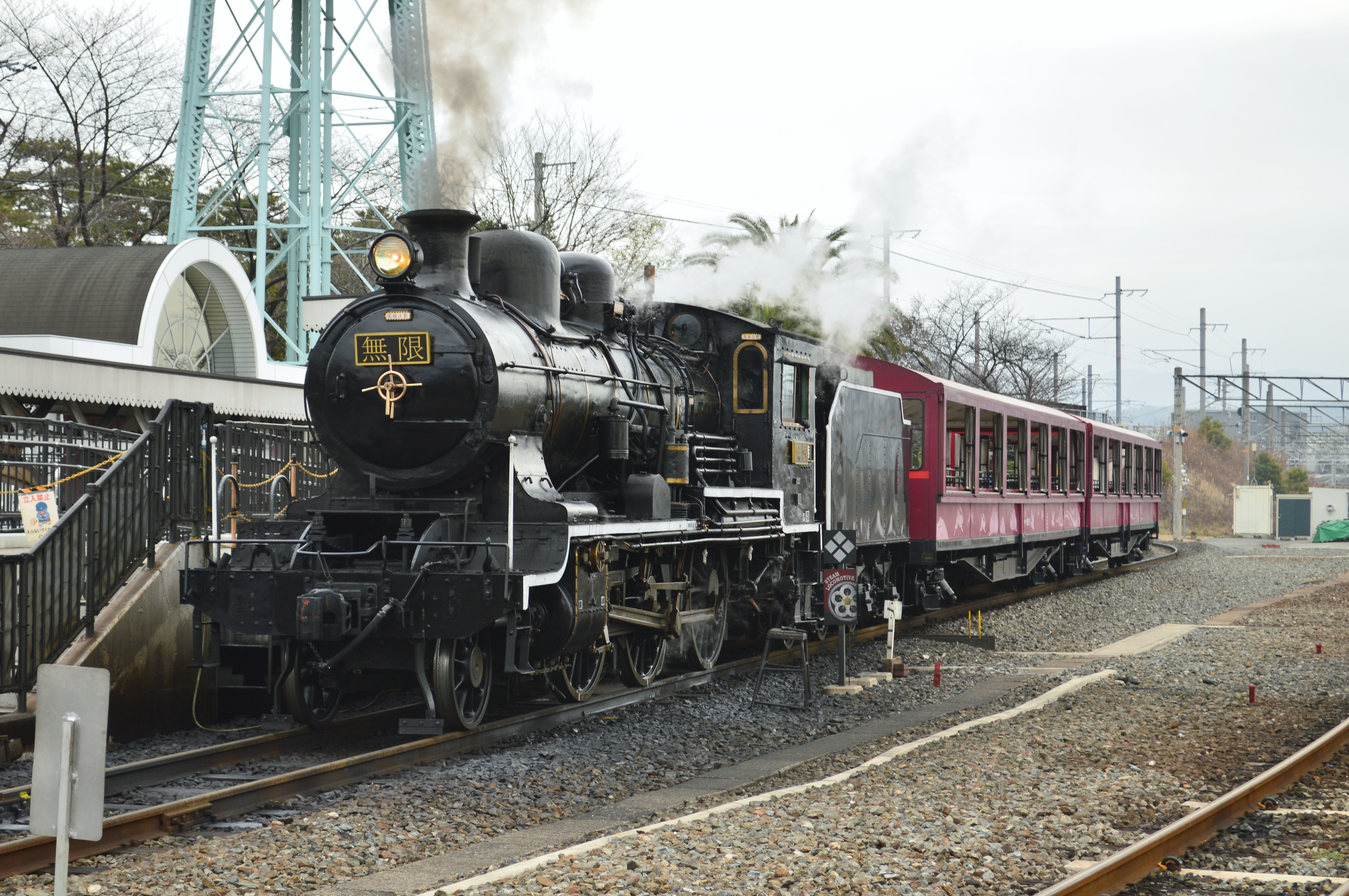
「無限列車」仕様の8630号機、2021年
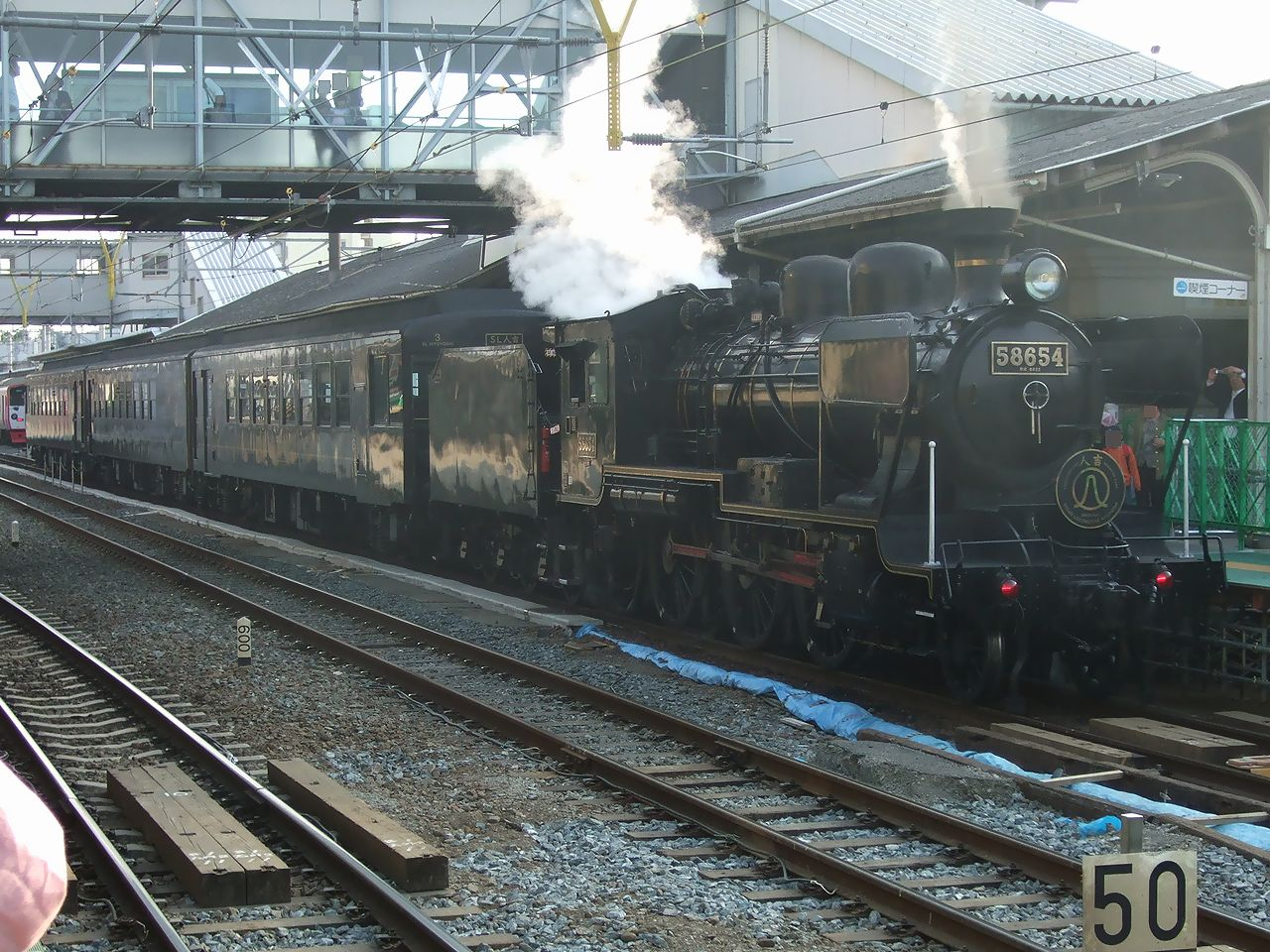
「SL人吉」を牽引する58654号機、熊本駅、2009年
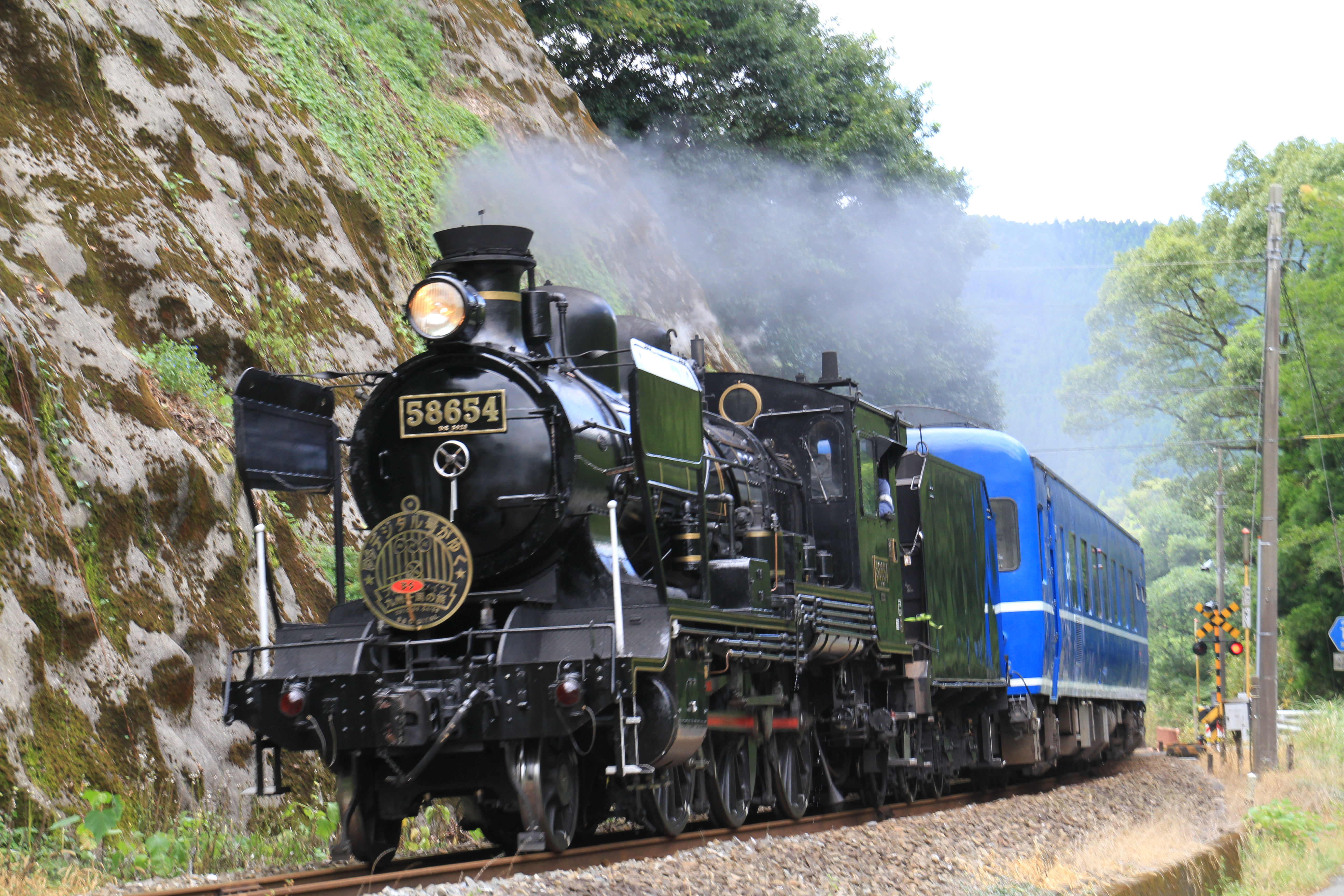
「BSデジタル号」として運用された58654号機、2010年
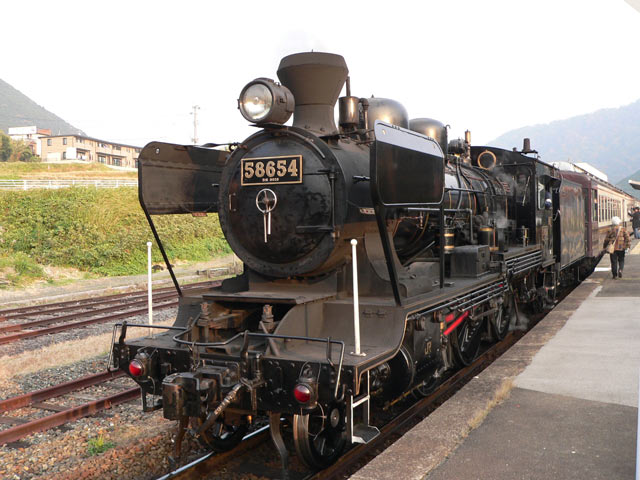
「SLあそBOY」として運用されていた当時の58654号機、2004年

### 静態保存機
青梅鉄道公園に保存されたトップナンバー8620号機などいくつかの機体が各地で保存されている。
| 8620形保存機一覧                                 | 8620形保存機一覧     | 8620形保存機一覧                                          | 8620形保存機一覧 |
| 画像                                             | 番号                 | 所在地                                                    | 備考 |
| ------------------------------------------------ | -------------------- | --------------------------------------------------------- | --- |
|                                                  | 北海道拓殖鉄道 8622  | 北海道河東郡鹿追町緑町5丁目8-3 緑町交通公園（鹿追駅跡）   | |
|                                                  | 48624                | 北海道河東郡音更町新通6丁目 交通公園（旧士幌線音更駅）    | 1963年に廃車後、釧路工場の教習用として使用されていたものをのちに再度移設したもので、車体の一部がカットされたままである。 |
|                                                  | 48640                | 青森県弘前市大字新里 弘南鉄道弘南線 新里駅前              | 鯵ヶ沢町役場で保存されていたが、鯵ヶ沢町よりNPO法人五能線活性化倶楽部に譲渡され、2011年に新里駅前へ移設された。 |
|                                                  | 78653                | 青森県西津軽郡深浦町舮作鍋石226-1 ウェスパ椿山            | 茨城県日立市の神峰公園で保存されていたが、2006年7月にNPO法人五能線活性化倶楽部へ譲渡され現在地へ移転した。 NPO法人五能線活性化倶楽部が五能線での動態保存を提唱している。                                                                       |
|                                                  | 68691                | 山形県山形市十日町4丁目1 第二公園                         | 山形市の繁華街の一角の公園にある。 |
|                                                  | 78693                | 福島県郡山市菱田町1-90 東日本旅客鉄道郡山総合車両センター | カットボディとして保存、車両基地まつりなどのイベント時のみ公開 |
|                                                  | 58680                | 千葉県茂原市上林173-9 萩原交通公園                        | |
|                                                  | 58683                | 千葉県佐倉市表町2丁目4 高崎川南公園                       | |
|                                                  | 8620                 | 東京都青梅市勝沼2丁目155 青梅鉄道公園                     | 8620形のトップナンバー。1958年に廃車後、多度津工場で保管されたのち1962年の青梅鉄道公園開園時から保存されている。運転室側面裾部がS字になっている8620形で現存するのはこの1両のみ（京都鉄道博物館で保存されている8630は乙字形に改造されている）。 |
|                                                  | 28651                | 福井県大野市朝日24-9 穴馬民俗館（休館中）                 | |
|                                                  | 58623                | 愛知県豊川市穂ノ原2丁目20 日本車輌製造豊川製作所          | |
|                                                  | 8630                 | 京都府京都市下京区観喜寺町 京都鉄道博物館                 | （上記参照） |
|                                                  | 78675                | 奈良県五條市新町3丁目3-1 五條史跡公園                     | |
|                                                  | 48650                | 広島県三次市三次町1691-4 三次もののけミュージアム駐車場   | 2016年に有志により修復・整備され、圧縮空気による汽笛の吹鳴、ブレーキ操作、発電機の動作と前照灯・尾灯の点灯が可能。 |
|                                                  | 58685                | 香川県仲多度郡多度津町栄町3丁目 多度津駅前                | |
|                                                  | 68692                | 徳島県徳島市徳島町城内 徳島中央公園                       | |
|                                                  | 78626                | 福岡県遠賀郡遠賀町大字広渡23ｰ6 遠賀総合運動公園           | |
|                                                  | 48696                | 福岡県大牟田市昭和町163 大牟田市動物園                    | |
|                                                  | 88622                | 長崎県壱岐市中野郷西触411-2 総合グランド                  | |
|                                                  | 58654                | 熊本県人吉市中青井町 人吉駅前                             | 2024年3月までSL人吉として運転していた本機 老朽化により運行を終了後は人吉駅前広場にて静態保存を行うことを発表し10月18日に運び出しが行われた 2024年11月18日から公開                                                                              |
|                                                  | 48647                | 宮崎県西臼杵郡高千穂町大字下野2221-2 トンネルの駅         | |
|                                                  | 台湾鉄路管理局 CT152 | 台湾 苗栗市北苗栗鉄路一村1号 苗栗鉄道文物展示館           | |
| 保存後に解体された車両 ※保存場所は最終時のもの。 |                      |                                                           | |
|                                                  | 羽幌炭礦鉄道 58629   | 北海道苫前郡羽幌町 勤労青少年ホーム                       | 激しい腐食等のため2009年6月15日から数日かけて解体・撤去。 |
|                                                  | 18688                | 千葉県銚子市 前宿町総合公園                               | 塩害による腐食のため2003年3月に解体。 |
|                                                  | 88623                | 愛知県東海市 東海ユニー                                   | 1983年10月に解体。 |
|                                                  | 58689                | 大分県豊後大野市 紫雲荘                                   | 2012年保存場所整備のため撤去、同年6月部品取りとしてJR九州小倉工場へ移送。 |